# Метал
Ме́тал (англиц. от metal), или мета́лл (в соответствии с русской орфографией) — музыкальный жанр, разновидность рок-музыки, сформировавшаяся в начале и середине 1970-х годов, преимущественно в Британии и США, и распространившаяся по всему миру. Характерные черты метала — «тяжёлый», перегруженный звук электрогитары, который создается перегрузом («гейном») гитарного усилителя, или перегрузом звука с помощью электронных блоков эффектов (овердрайв, дисторшн или фузз), затяжные гитарные соло, энергичный ритм, широкое использование риффов.
Метал достаточно разнообразен, имеет множество стилей (поджанров), от сравнительно «мягких» (классический хеви-метал, глэм-метал, пауэр-метал) до весьма «тяжёлых» и трудных для восприятия неподготовленным слушателем (дэт-метал, блэк-метал). Для разных поджанров характерны разные элементы. Так, вокал варьируется от чистого и высокого в традиционных поджанрах до гроулинга и скриминга в экстремальных, различаются также скорость, тяжесть и сложность. Песни в метале часто посвящены энергичным, брутальным, мужественным темам, вроде войны, исторических героев, фантастики или ужасов, но встречаются тексты и на любые другие темы.
Музыка «металлических» жанров распространена практически во всех странах, но наиболее крупные сцены сформировались в северной Европе (Британия, Скандинавия, Германия) и Северной Америке (США, Канада). Во всех странах Европы, включая Россию, существуют развитые региональные сцены, так же как и в Бразилии, Японии и многих других неевропейских странах. На Ближнем Востоке, за исключением Израиля и Турции, тяжёлый метал менее развит из-за жёстких цензурных ограничений.
Поклонников метала называют металлистами или металхэдами (англ. metalhead).

## Название
Относительно происхождения названия «тяжёлый металл» — «heavy metal» — существует несколько версий и несколько источников. Это выражение было распространено в среде хиппи и битников в начале 1970-х, но откуда пришло в их сленг — остаётся предметом дебатов.
Писатель Уильям Берроуз в 1962 году, за десятилетие до формирования жанра, использовал словосочетание «Heavy metal» в романе «Нова Экспресс», описывая инопланетян («Тяжёлые металлические Люди с Урана, окутанные прохладной голубой дымкой испарившихся банкнот… И Люди-Насекомые Минро с металлической музыкой…»). Слова «Heavy metal thunder» есть в песне группы Steppenwolf — «Born to Be Wild», выпущенной в 1968 году; сама песня относится к хард-року и считается одним из прототипов метала. Эвфемизм «heavy metal» среди артиллеристов означал громкую канонаду, и, по-видимому, изначально использовался по отношению к тяжелым жанрам рок-музыки как эпитет за громкость и ритмичность.
«Heavy metal» как музыкальный эпитет был впервые применён к альбому Kingdom Come американской психоделической рок-группы Sir Lord Baltimore критиком Майком Сандерсом, и популяризован критиком Лестером Бэнгсом в его статьях о Led Zeppelin и Black Sabbath. Поначалу критики не делали никаких различий между «хард-роком» и «хеви-металом», которые сейчас в среде металлистов принято считать[кем?] разными жанрами. Тем не менее, в западной критике это до сих пор является спорным предметом, и во многих западных документальных фильмах хард-рок зачастую относят не к истокам метала, а рассматривают как альтернативный его эпитет или даже как отдельный поджанр метала
В английском языке часто не делают различия между «металом» как общим направлением и его изначальным, классическим видом «хеви-метал». Остальные поджанры метала получили названия по своим характеристикам (пауэр, трэш), по группам и альбомам, которые их основали (дэт, блэк, дум), или по другим жанрам музыки, к которым они близки (прогрессив, симфо, фолк).
Существуют разные мнения относительно того, как должен называться этот стиль на русском языке. Есть два распространённых варианта написания: «мета́лл», что является переводом на русский английского слова metal, и «ме́тал» — транскрипция английского слова. Словарями этот вопрос не урегулирован, и оба варианта считаются приемлемыми. Так, «Энциклопедия отечественной рок-музыки» использует вариант «металл». В Википедии используется вариант написания через одну «л» во избежание неоднозначности в названиях статей.

## Характеристики

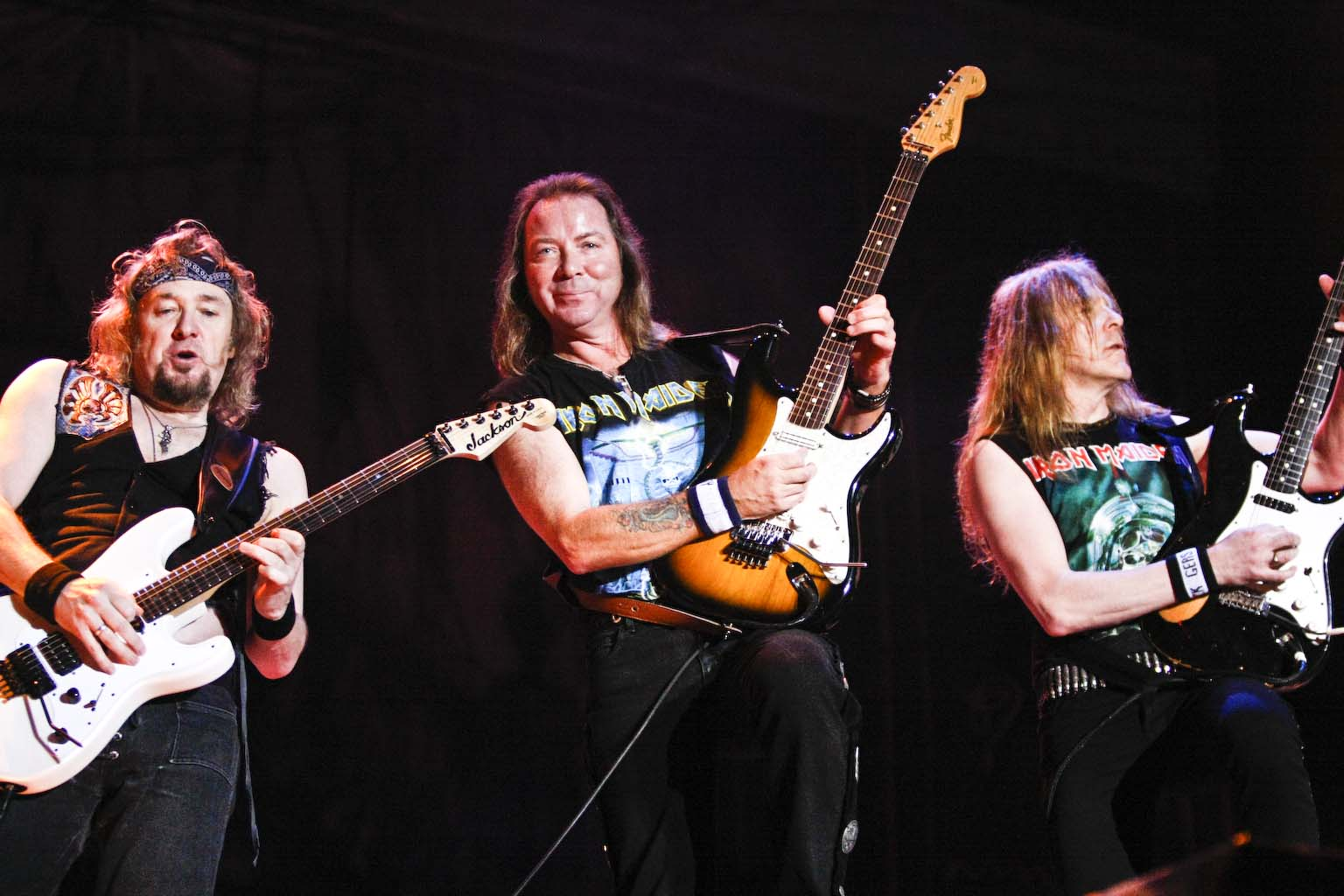
В нынешнем составе «Iron Maiden» играют три гитариста. Все они исполняют как соло, так и ритм-партии

### Общие черты
Общие черты, характерные для всех поджанров металлической музыки — ритмические музыкальные фигуры (риффы), искажённые электронным способом (эффектом овердрайв или дисторшн) или перегрузом («гейном») гитарного усилителя, исполняемые, как правило, на электрогитаре (ритм-гитара) и бас-гитаре, образующей вместе с ударной установкой ритм-секцию; мелодические и гармонические элементы гитарной техники (гитарные соло, арпеджио, аккорды) обычно несёт вторая гитара (соло-гитара, «вторая гитара»). В силу того, что колебания струн у гитары имеют довольно короткий период затухания, соло-гитаристы также широко применяют различные электронно-механические эффекты, придающие звуку гитары сочность, пластичность и длительность нот — обычно это различные блоки эффектов, основанных на принципе реверберации (ревербератор, дилей и т. д.).

### Форма. Музыкальная форма и ритмические стандарты
По своей музыкальной форме метал очень разнообразен — в нём можно выделить и песенную форму, и ритмико-риффовый конформизм, и минимализм, и академическую оперу, и авангард, и импровизацию. Всё это может встречаться в различных пропорциях и сочетаниях, в зависимости от концепции и жанровых рамок. Также гармония, тональность и размер может меняться в одной композиции, чаще всего в трэш-метале, спид-метале.
Характерным ритмическим стандартом метал-музыки стал рифф — короткая закольцованная музыкальная "фраза", задающая специфический ритмический узор и пульсацию (так называемый[кем?] «кач»). Риффы, в свою очередь, состоят из квинт, октав, «пауэр-аккордов», перевёрнутых квинт. Следует заметить, что в академическом понимании аккордом принято считать созвучие как минимум трёх нот, поэтому иногда такую технику игры на гитаре называют игрой квинтами. Корни риффов прослеживаются в блюзе и блюз-роке, а также в различной этнической музыке.
Ритмические формы метал черпал отовсюду, поэтому здесь он тоже отличается большим разнообразием: североамериканские ритмические формы в целом оказали влияние на становление раннего метала, хард-н-хеви и психоделического дума 70-х — джазовый свинг, блюзовые стандарты риффов, ритмические размеры рок-н-ролла, буги-вуги. Латиноамериканские ритмические формы оказали влияние на становление хардкора, трэша и спида — рваные и скоростные стаккато мексикано-испанской гитарной народной музыки легко угадываются в агрессивных и рваных риффах хардкора, трэша и спида. Европейский фолк-метал нередко заимствовал характерные ритмические формы из национальных местных форм музыки — кельтской джигги, финской хумпы и т. д. В дэт-метале широко используется тремоло, в блэк-метале квинты и октавы играются переменным штрихом.
Благодаря своей всеядности и оригинальному переосмыслению различных ритмических форм народной, эстрадной и классической музыки, метал оказался невероятно живучим и плодовитым жанром.

### Окраска звука, тембры
Метал в значительной степени сложился в эпоху активного развития электроники и электронной звукозаписи, поэтому именно характер и окраска его звучания во многом определяют его жанровую нишу.
Метал формировался преимущественно как электрогитарная музыка, с упором на развитие технологических возможностей гитары. Метал нередко относят к электрической музыке[неизвестный термин] (не путать с электронной музыкой), поскольку его специфика окрашивания звука гитары лежит в области электромеханической природы. В процессе технологической эволюции блюза, рок-н-ролла и психоделического рока, «металлической» гитаре перешли в наследство следующие тембровые краски.
Бас-гитара обычно ограничивается диапазоном тембра в рамках чистого звучания, усиленного электронным усилителем (т. н. клин). Тем не менее, иногда бас-гитаристы экспериментируют и с реверберацией, и с дисторшном, и даже с фуззом.
В отличие от гитар, тембр ударных инструментов редко подвергается активной электронной окраске и зачастую является живым, естественно окрашенным звуком мембраны барабанов и металлических тарелок, пропущенным через микрофоны, усилители, микшер и эквалайзер. Набор стандартных ударных инструментов образует собой ударную установку. Ударная установка в стандартном своём виде была сформирована музыкантами-джазменами, и лишь незначительными дополнениями модернизирована металлистами (сдвоенные бас-бочки, кардан). До «цифровой эпохи», в случае отсутствия ударника и ударной установки, музыканты использовали возможности довольно примитивных электронных драм-машин с заданным алгоритмом. В ряде случаев такое монотонное и минималистичное звучание даже приветствовалось — например, в блэк-метале. На современном этапе возможности заменить живые барабаны существенно расширились за счёт развития интернета и цифровых технологий.
Активная электронная окраска также почти не применяется вокалистами. Приоритет отдаётся физической окраске человеческого голоса путём различных техник исполнения вокала. Вокал певца обычно лишь усиливается и корректируется с помощью микрофона, усилителя, эквалайзера, микшера и акустических систем (колонок).
Окраска тембра вокала зависит от техники живого исполнения:
- Чистый вокал (фальцет, мелодекламация, народное пение, эстрадное пение, академический вокал) Используется в неэкстремальных поджанрах метала
- Скриминг
- Гроулинг

Помимо всего прочего, металлисты нередко подкрашивают «электрический» звук электроникой и акустикой — органами, мугами, синтезаторами, семплами, перкуссией, акустическими гитарами, скрипками, виолончелями и т. д.

### Инструменты
Типичный состав метал-группы включает в себя барабанщика, бас-гитариста, соло-гитариста, ритм-гитариста и вокалиста, который, чаще всего, не играет на других инструментах, хотя бывают и исключения. Также существуют группы, в которых гитаристы делят соло-партии. В некоторых группах также используются клавишные. Остальные инструменты для метала нетипичны, хотя существует множество примеров использования виолончели, волынки, скрипки, флейты, саксофона или народных инструментов. Как правило, такие инструменты в метале не играют основную роль и вводятся в инструментовку для создания определённой атмосферы.
Электрогитара и мощь звука, усиленного гитарным усилителем, исторически остаётся центральным элементом метала. Гитаристы часто играют с использованием овердрайва, дисторшна, реже фузза, чтобы создавать перегруженный, «тяжёлый» звук. С начала 80-х группы стали традиционно использовать двух гитаристов. В таких группах, как Iron Maiden и Judas Priest, Accept два-три гитариста исполняют попеременно и соло, и ритм-партии. Однако бывают и редкие исключения, например, немецкая пауэр-метал-группа Van Canto вообще не использует никаких инструментов, кроме ударной установки, целиком полагаясь на голоса своих вокалистов, финская Apocalyptica заменила гитары виолончелями, а монгольская The Hu — народными инструментами.
В некоторых[каких?] поджанрах центральный элемент метал-композиции занимает гитарное соло. По мере развития поджанров всё более сложные и скоростные соло и риффы становились приметами стиля. Гитаристы используют тэппинг и другие приёмы скоростной игры, и некоторые[какие?] поджанры метала требуют виртуозной игры.

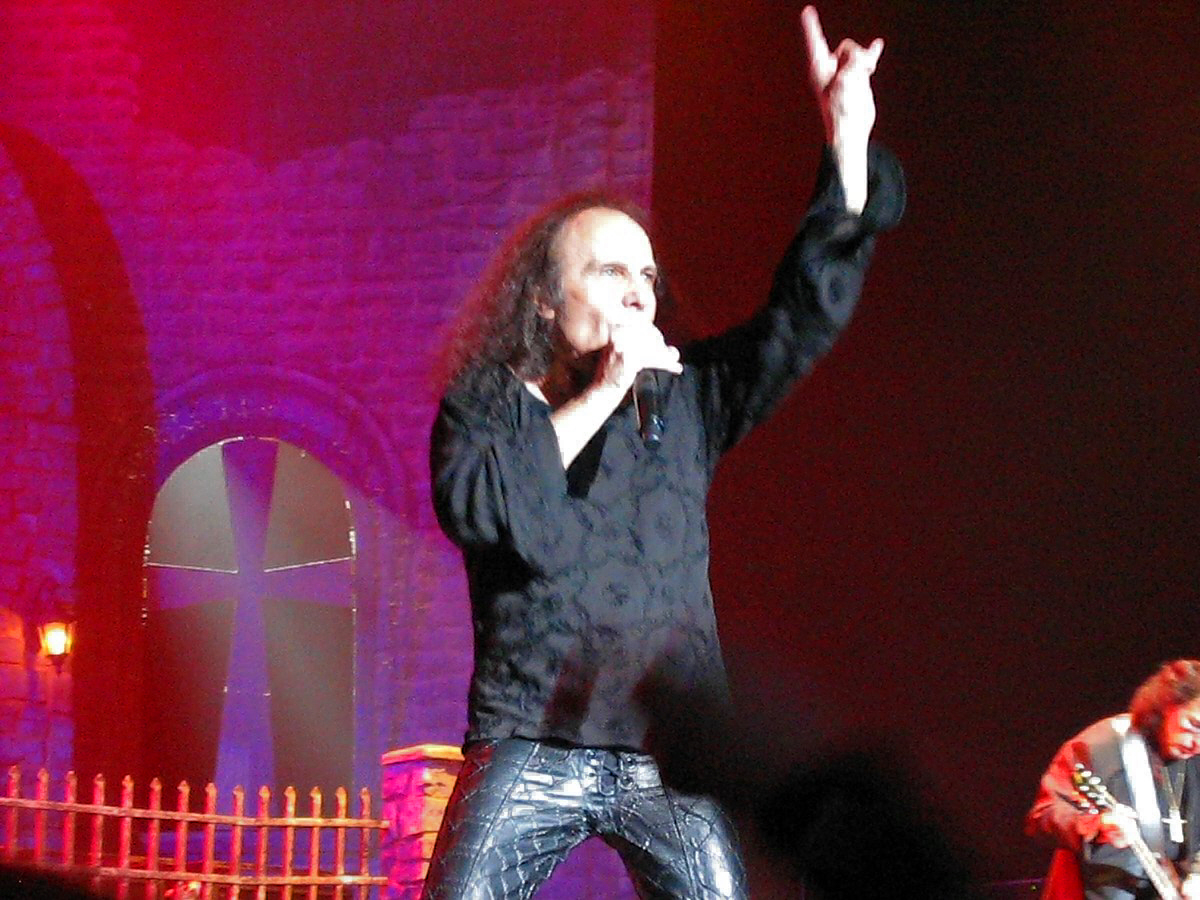
Ронни Дио, один из самых известных метал-вокалистов, который ввёл в моду жест «коза»

Центральная роль гитариста в метале разрушает традиционную в рок-музыке роль лидера-фронтмена, которую обычно брал на себя вокалист. Это создаёт некое подобие двойного лидерства или даже конкуренции. Метал требует подчинения вокала общему звучанию группы. Виды вокала в метале разнообразны: многооктавные высокие теноры (Брюс Дикинсон, Ронни Джеймс Дио, Клаус Майне), хриплые низкие голоса (Джеймс Хэтфилд, Лемми Килмистер и Джин Симмонс), гроулинг — низкий рык дэт-метал-вокалистов (Крис Барнс, Микаэль Окерфельдт, Чак Шульдинер), скриминг — кричащий вокал (Том Арайа, Куортон, Роб Хэлфорд, Удо Диркшнайдер, Алекси Лайхо, Милле Петроцца), оперные сопрано (Тарья Турунен, Симона Симонс), и даже не свойственные в целом металу типы фальцета (Кэм Пайпс из 3 Inches of Blood, King Diamond).
В большинстве метал-групп бас-гитара играет менее важную роль, чем электрогитара, так как в метале идёт сильный упор именно на гитарные риффы и соло. Но она позволяет обыгрывать партии гитары, играя в ритм с ударными. Также басисты могут играть и свои риффы, отличные от гитарных. В некоторых группах бас-гитара является ключевым инструментом — например, басисты групп Black Sabbath и Metallica играют соло-партии наравне с гитаристами, а фанк-метал-басист Лес Клейпул часто использует бас-гитару для игры соло-партий (которые обычно в метале играет гитарист). Бас-гитаристы в метале часто играют с помощью медиатора, что позволяет достичь большей скорости и агрессивности звука, но встречаются и примеры более сложной игры пальцами. В экстремальном метале (дэт-метал, блэк-метал) бас-гитара может быть тоже искажена эффектом дисторшна, чтобы добиться более «тяжёлого» и «грязного» звука. Другие используют пяти-, шести- и даже восьмиструнные бас-гитары.

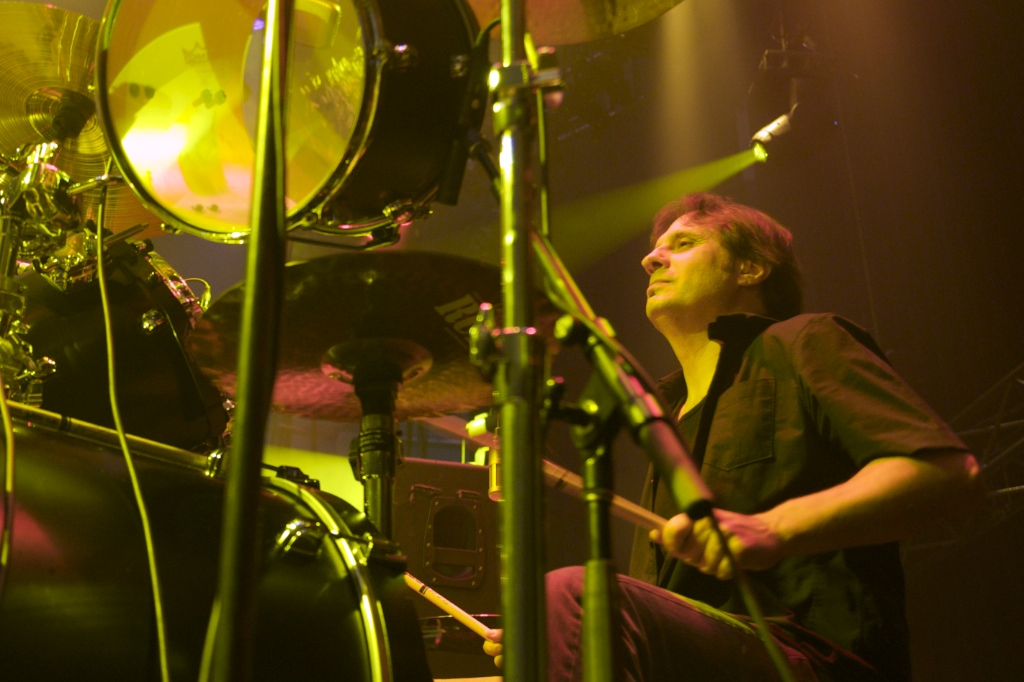
Дейв Ломбардо, ударник группы Slayer

Ударная партия в метале играет большую роль. От ударников требуется большая скорость и координация, чтобы играть сложные и скоростные ритм-партии. Ударная установка для метал-группы обычно использует намного больше оборудования, чем стандартная. В неё обязательно входят басовый барабан (чаще два, или с карданом), а также расширенные комплекты тарелок и томов. В экстремальных стилях метал-музыки барабанщики часто устанавливают триггеры на свои барабаны. Сигнал, улавливаемый и передаваемый ими, заметно теряет в разнообразии динамики, зато создаёт ощущение чёткой «стены звука» в особо скоростных партиях, когда ударнику становится трудно сохранять постоянную громкость и качество звукоизвлечения.

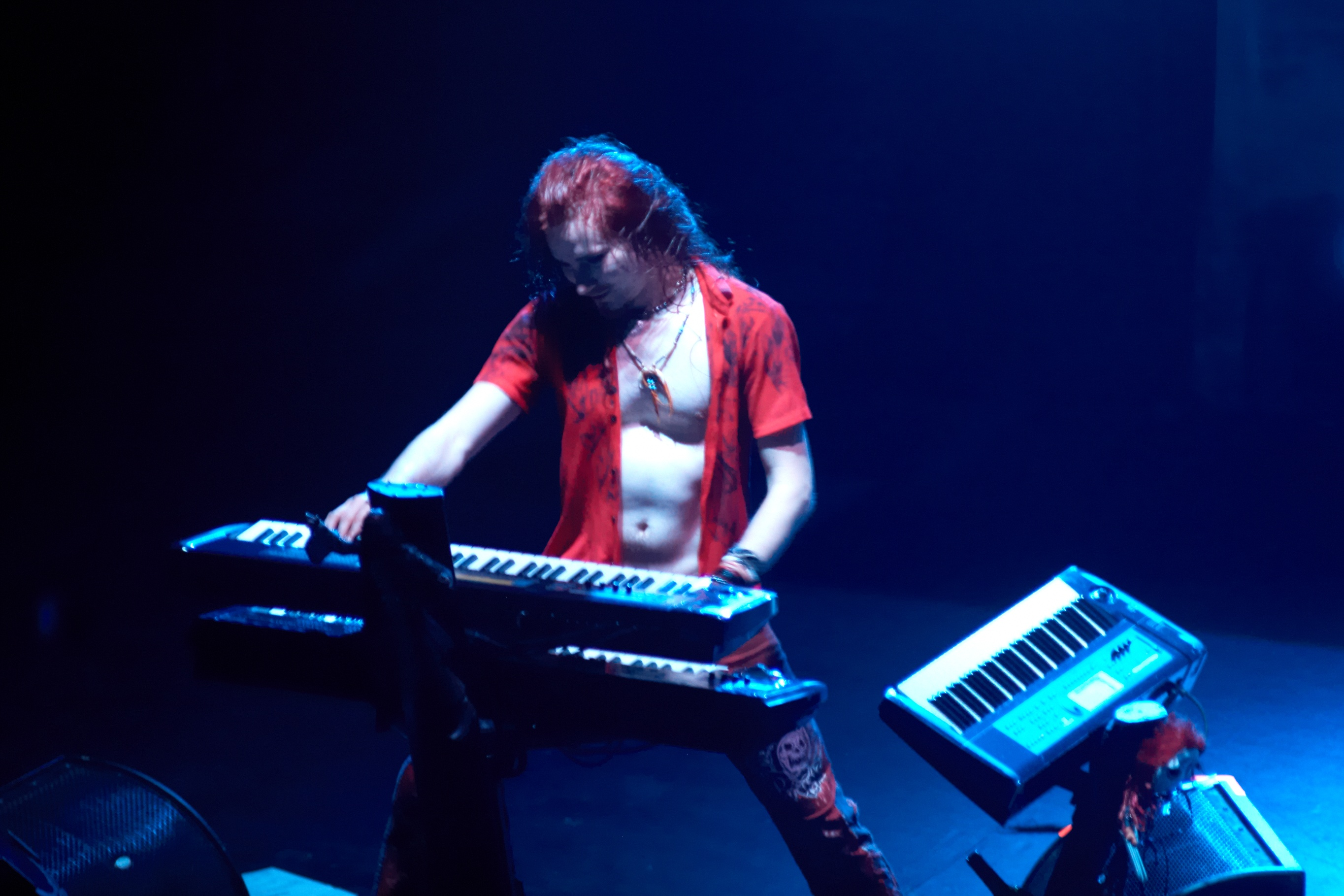
Туомас Холопайнен, клавишник и лидер группы Nightwish

Немаловажную роль в некоторых стилях жанра играют клавишные инструменты. Условно их можно разделить на три категории:
1. Тяжёлые — с характерными для рок-музыки тембрами звуков, преимущественно используется в прогрессивном метале (Дерек Шеринян),
2. Традиционные — с характерными для академической и фольклорной традиции тембрами звуков, используется в симфо-метале (Мустис, Лайл Ливингстон из Dragonlord[англ.])
3. Индустриальные — с характерными для электронной музыки тембрами звуков, используется в индастриал-метале (Джон Бекдел[англ.])

### Прочее
Помимо гитар и ударных, в различных поджанрах метала нередко можно встретить «вспомогательные» для металлической музыки инструменты — органы, синтезаторы, акустические инструменты (губная гармоника, банджо, перкуссия, классическая акустическая гитара, скрипки, виолончели и пр.), призванные расширить палитру звучания и атмосферы. Различные поджанры по-разному отражают, изменяют эти атрибуты, усложняют, упрощают или вовсе лишаются некоторых из них. Корни метала — в прогрессивном психоделическом роке, экспериментирующим с народной и эстрадной афроамериканской музыкой — блюзом и джазом, но со временем под влиянием, главным образом панк-рока и хардкор-панка, некоторые направления жанра ушли от импровизационности и негритянской мелодики блюза к более жёсткому и помпезному «европейскому» мелодизму, лишённому свинга. По мнению критика New York Times, в родословном древе популярной музыки метал — один из важнейших видов рок-музыки — это стиль с меньшим синкопированием, большим элементом шоу и культом силы. «Из всех видов рок-музыки метал является наивысшей точкой громкости, мужественности и театральности» — пишет Allmusic.

## История развития
Появившись в начале и середине 1970-х, метал прошёл длительный путь развития и разветвления. Начавшись в 70-х, металлическая музыка достигла пика популярности в 80-е, после чего породила более экстремальные свои формы, а в 90-е и в настоящее время пережила период «кроссоверов» — смешений с другими жанрами музыки (панк-роком, хардкор-панком, электронной музыкой, и др.). На данный момент насчитывается более десятка основных его поджанров, и ещё больше — смешанных и региональных разновидностей.

### 1960—1970-е: от психоделии к металу
К концу 60-х — началу 70-х от психоделического рока откололась небольшая формация американских и британских прогрессивных рок-групп и музыкантов, которая стала экспериментировать с блюзами и джазовым свингом: Cream, Blue Cheer, The Stooges, Blue Öyster Cult, Sir Lord Baltimore, Jimi Hendrix, ранние Led Zeppelin и Deep Purple. В Германии с психоделии (краут-рока) начинали такие металлические группы, как Lucifer’s Friend и Scorpions.
Помимо афроамериканского блюза и джаза, рок-музыканты конца 60-х нередко обращались к этнической и классической музыке. Десятиминутная композиция «Prelude: Happiness/I’m So Glad» британской группы Deep Purple, завершающая первую сторону альбома Shades of Deep Purple, представляет собой инструментальное вступление, использующее восточные мотивы сюиты «Шехеразада» Римского-Корсакова и семиминутную обработку песни «I’m So Glad», написанной американским блюзовым певцом и композитором Скипом Джеймсом в 1930-е. На обратной стороне пластинки в композиции «Hey Joe» отчётливо слышны элементы латиноамериканской музыки танго и фламенко. Впрочем, обращение к этническим сюжетам было характерно для психоделического рока — ещё на заре своего зарождения психоделия вдохновлялась индийской музыкой. А вот эксперименты с классикой были для неё довольно нетипичны.
В этот период начинает зарождаться и вводиться особая техника игры на ритм-гитаре. Помимо звукоизвлечения аккордов «боем» и «арпеджио», гитаристы начинают играть особыми ритмическими фигурами — риффами. То же происходит с бас-гитарой — бас-гитаристы тоже нередко склоняются к игре короткими ритмическими фигурами, образующих закольцованную ритмично повторяющуюся музыкальную фразу.
Истоки риффовой техники лежат в народном и эстрадном американском блюзе 50-х, а особое влияние на технику риффов хард-рока и раннего метала оказал легендарный чёрный блюзмен Бо Дидли, творческое наследие которого оставило заметный след в «тяжёлом» жанре.
Параллельно шли эксперименты со звуком — с развитием электроники, всё больше внимания стало уделяться искажению тембра ритм-гитары.
Одна из ранних записей с использованием намеренного искажения риффов была сделана группой The Kinks в 1964 году.
Открытие произошло случайно. Гитариста группы не удовлетворяло звучание его усилителя. И, вероятно с досады либо алкогольного опьянения, он сделал надрезы на динамике кабинет-колонки с помощью лезвия, случайно открыв таким образом первое «рычащее» искажение звучания риффов своей гитары, от которого получил огромное удовольствие.
Открытие «жёсткой» перегрузки звука, получившей название «дисторшн», имело фундаментальное значение для метала.
Композиция «You Really Got Me» рок-группы The Kinks несомненно оказала решающее влияние на будущих металлистов, так как имела в своей структуре простой рифф и полноценное металлическое искажение звука, и эта идея была подхвачена и развита ранними экспериментаторами, заложивших основы металлической музыки.
Таким образом, в музыке ряда английских прогрессивных и психоделических рок-групп (которые лишь со временем отнесут к хард-року и металу), таких как Deep Purple, Led Zeppelin, Nazareth, Uriah Heep и Black Sabbath стали появляться композиции, имеющие в своей структуре блюзовые риффы ритм-гитары, искажённые эффектом «дисторшн».
Так как однозначной границы между ранним хард-роком, ранним дум-металом и хеви-металом критики до сих пор не выделили, то эти группы-первопроходцы начала 70-х обычно относят в т. н. «хард-н-хеви» или «психоделический хеви-метал».
Эти группы и получили одними из первых ярлык «металлических», хотя многие музыканты сами от него открещивались. Помимо англичан, аналогичную музыку исполняли Scorpions в Германии, Sir Lord Baltimore, ZZ-Top, Kiss в США и AC/DC в Австралии.

#### Хард-н-хеви

##### Психоделический хеви-метал

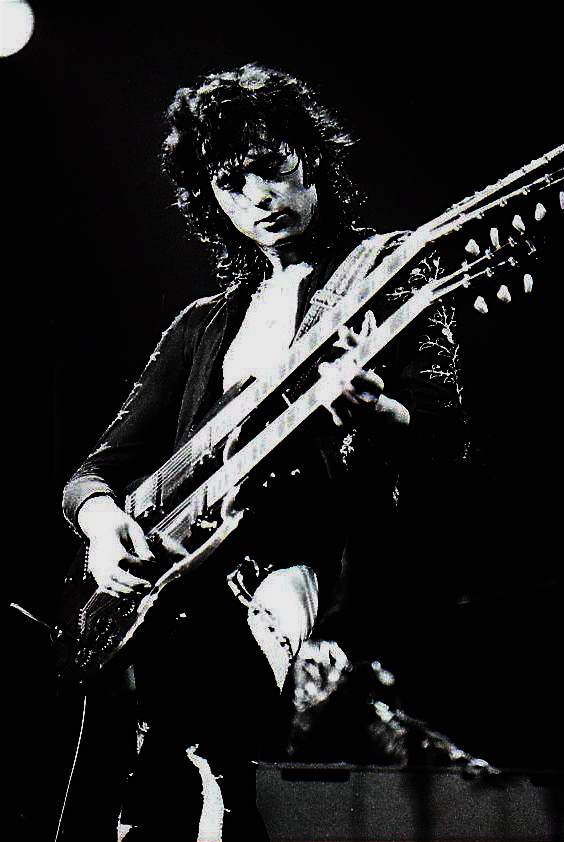
Джимми Пейдж, один из ярчайших композиторов и классиков психоделического рока и «первобытного» метала. Раннее творчество «Led Zeppelin» являлось ключевым моментом перехода от психоделического рока к появлению фундаментальных черт метала — густо дисторшированных электричеством риффов, пронзительного дилея соло-импровизаций, а также альбомного концептуализма и мистической ауры.

Ранний метал зародился в Европе, где была наиболее развита сцена психоделической музыки. В связи с чем ранний европейский метал всегда был склонен к концептуализму, авангарду, эксперименту с формой и звуком. Песенные формы соседствовали с инструментальными этюдами, импровизацией. Богатые электрические краски обильно смешивались с разнообразной палитрой акустики. Рок-н-ролл, блюз и джаз соседствовали с экзотичной восточной музыкой, смешивались с классикой, фолком и т. д.
Наиболее значительным вкладом в развитие данного направления принято считать работы музыкальных коллективов Британии периода 70-х, таких как Deep Purple, Led Zeppelin, Nazareth, Uriah Heep, Black Sabbath, Judas Priest.
В Германии Lucifer’s Friend и ранние Scorpions (период 1965—1976 годов).
В США Sir Lord Baltimore.

##### Хард-роки тяжёлый блюз
В США и Австралии психоделическая музыка не была столь влиятельна, как в Европе. Американские и австралийские музыканты создали своё представление о тяжёлой музыке. Взяв за основу ритмы блюза, фанка и рок-н-ролла, эти музыканты в целом избегали работать с абстрактными формами психоделического авангарда и полистилизма, предпочитая им лаконичный минимализм песенных форм с упором на рифф, сочащийся дисторшном. В окраске звука здесь было значительно меньше мугов, органов, психоделических эффектов, акустики и т. д.
Классические представители данного направления в США: ZZ-Top, Alice Cooper, Kiss, Lynyrd Skynyrd.
В Австралии: AC/DC.
В Германии: ранние Accept, а также Scorpions в период 1977—1993 годов.

#### Дум-метал

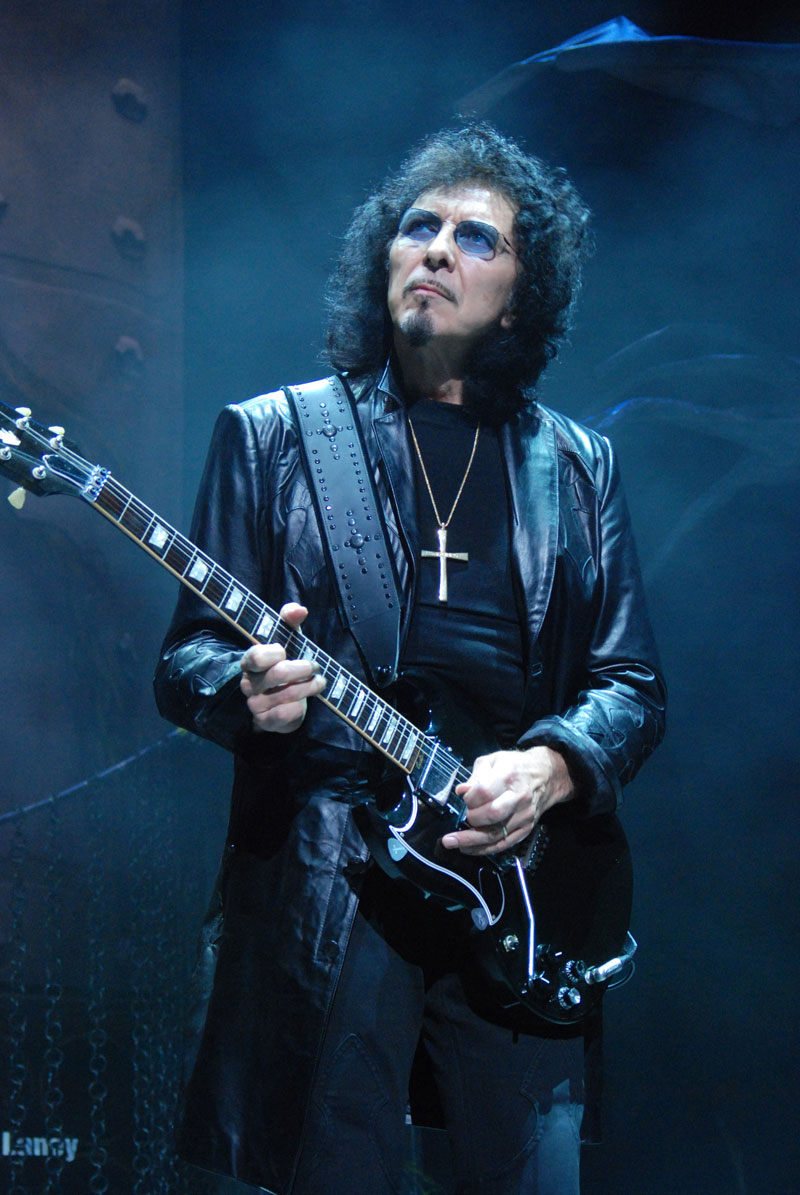
Тони Айомми, один из основателей жанра дум-метал, «отец жирных кислотных риффов» и первооткрыватель метода «пониженного строя гитары»

Дум-ме́тал (англ. doom — «рок», «гибель») — неторопливый, умеренный, задумчивый, тягучий стиль метала; который, впрочем, может временами и ускоряться, но тем не менее — характерная долговязость риффов и густой насыщенный бас всё равно выдают в жанре психоделическую «вязкую» основу, особенно если это касается «марихуановых» поджанров, имеющих взаимосвязи с психоделическим роком 60-х. В данном жанре могут использоваться как чистый вокал (традиционный дум, стоунер, мелодичный готик-метал), так и гроул (думдэт, фьюнерал-дум). Дум-метал обычно мрачен и тягуч (эпик-дум, фьюнерал, думдэт, дум-готик), но по своему воздействию на слушателя многие его поджанры (традиционный дум, стоунер, сладж) порой имеют лёгкий гипнотический «качающий», «расслабляющий» эффект.
Типичной темой для традиционного дума, стоунера и сладжа являлись наркотики (ЛСД и марихуана), эротика, мистика и оккультизм (всё это прямое наследие психоделии); прочие дум-метал-группы (Candlemass, Trouble) нередко обращались к мифологии и народной культуре, религии, теме древних цивилизаций и верований. Также встречались группы, которые исследовали остросоциальные темы (например, Saint Vitus).
Музыкой, подходящей под определение «традиционный дум-метал», являлись первые альбомы Black Sabbath и Pentagram первой половины 70-х. В традиционном думе роль бас-гитары была более заметной, в отличие от хеви-метал, к тому же думстеры были первыми металлистами, применившими низкий строй гитар.
Как и в случае с открытием эффекта «дисторшн», приём низкого строя был волей случая, но на этот раз — несчастного. Гитарист Black Sabbath Тони Айомми по неосторожности лишился кончиков пальцев и был вынужден снизить строй гитары, чтобы ослабить давление струн на изуродованные пальцы.
То же пришлось сделать и бас-гитаристу Гизеру Батлеру, чтобы оставаться в одной тональности: так родилось новое, протяжное, грубое и мрачное звучание, которое повлияло на многих музыкантов. В дальнейшем эти идеи получили развитие в работах Trouble, Witchfinder General и Saint Vitus.
Долгое время дум-метал не выделялся как отдельный жанр. Своё название он получил только в конце 80-х благодаря шведской группе Candlemass по её дебютному альбому «Epicus Doomicus Metallicus» (1986). После этого по аналогии дум-металом стали называть и похожую музыку, выходившую задолго до появления этого названия.
В 1990-е появилось несколько разновидностей дум-метал, наибольшую популярность из которых получил дэт-дум-метал — дум-метал с влиянием дэт-метал, где обязательно используется гроул. Такие группы, как Anathema, Amorphis, Katatonia, My Dying Bride, Draconian, Paradise Lost и Swallow the Sun исполняли дэт-дум-метал на ранних этапах своего творчества. В дальнейшем многие из этих групп, оказавшись под влиянием постпанка и готик-рока, перешли на более камерное звучание с богатой палитрой «неметаллических» музыкальных инструментов (от акустики до электроники), основав таким образом новый жанр — готик-метал.

### 1970—1980-е: панк-революция и её влияние на метал

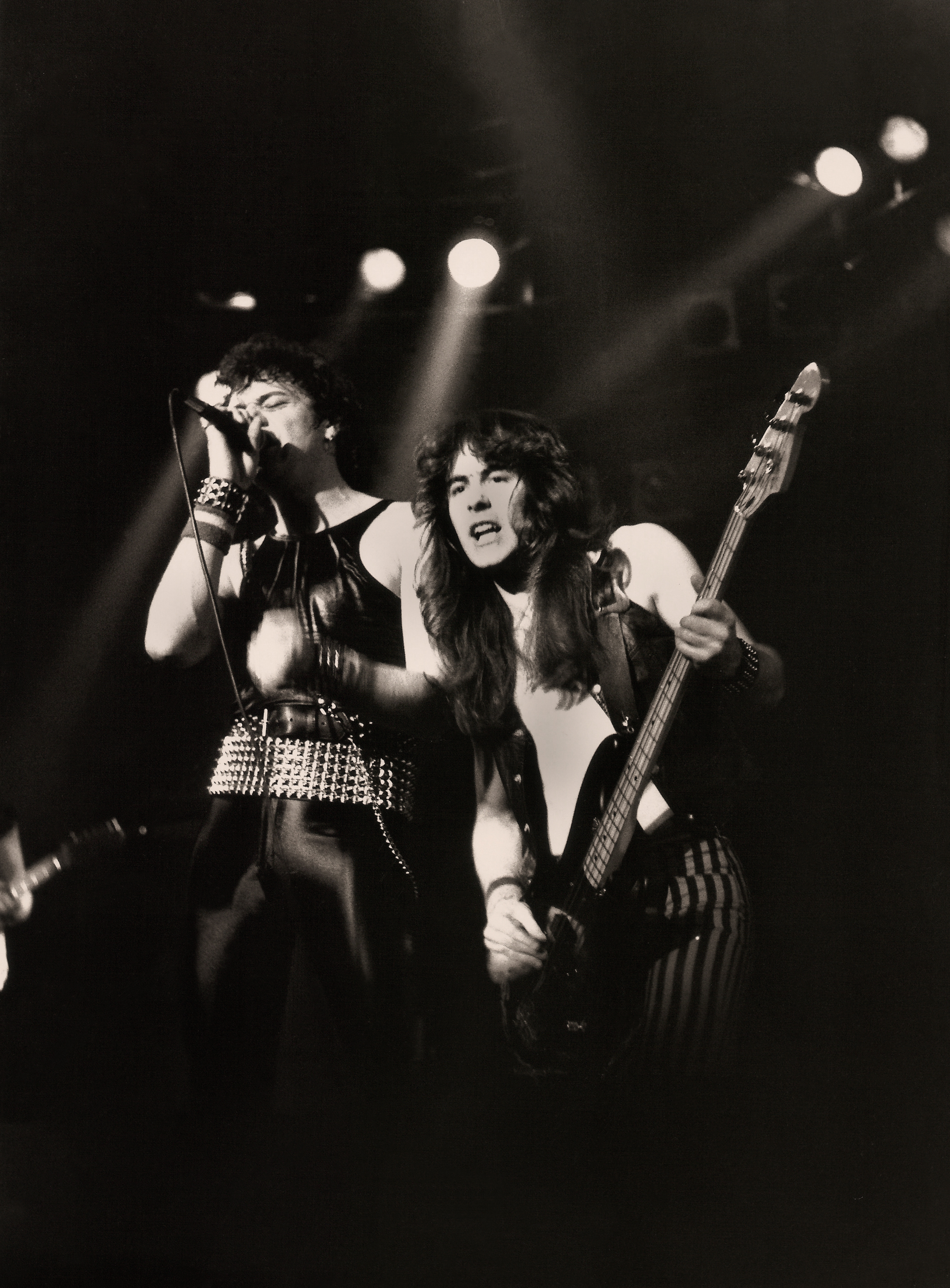
Одни из первых представителей новой волны хеви-метал — «Iron Maiden». Под влиянием панк-рока одними из первых стали играть более ускоренный хеви, лишённый блюзовых «раскачек» и джазовых «свингов». Кроме этого, их ранние альбомы порой имели и «грязный гаражный саунд», позаимствованный из панка. Особенно показателен в этом смысле второй альбом группы — «Killers».

К концу 70-х в музыкальном мире Британии и США произошло явление, которое стало известно как «панк-революция»: панк-рок вышел из подполья, став массовым явлением в среде богемной (творческой) молодёжи конца 70-х и 80-х годов. Идеи панк-культуры оказали сильное влияние на металлистов — от косух, кожи и шипов до многих идей в музыке: скорость, «грязный» звук, простота риффов, упрощённость композиции, эмоциональность вокалистов (агрессивность, злость, активные эмоции) по-разному вводились и интерпретировались в различных зарождающихся направлениях «тяжёлого жанра». Панк и в дальнейшем оказывал заметное взаимовлияние на металлическую субкультуру на протяжении всех 80-х и 90-х, и это влияние в некоторых[каких?] жанрах метала имеет место и поныне.

#### Хеви-метал новой волны (NWoBHM)
Некоторая часть музыкальной тенденции, определяемой сейчас как «хард-н-хеви», получила развитие в движении «Новой волны британского хеви-метала» (NWoBHM), чьи представители — Iron Maiden, Saxon, Motörhead, Angel Witch и примкнувшие к звучанию «новой волны» более ранние Judas Priest — создали узнаваемое звучание, в наши дни наиболее ассоциирующееся с понятием хеви-метал.

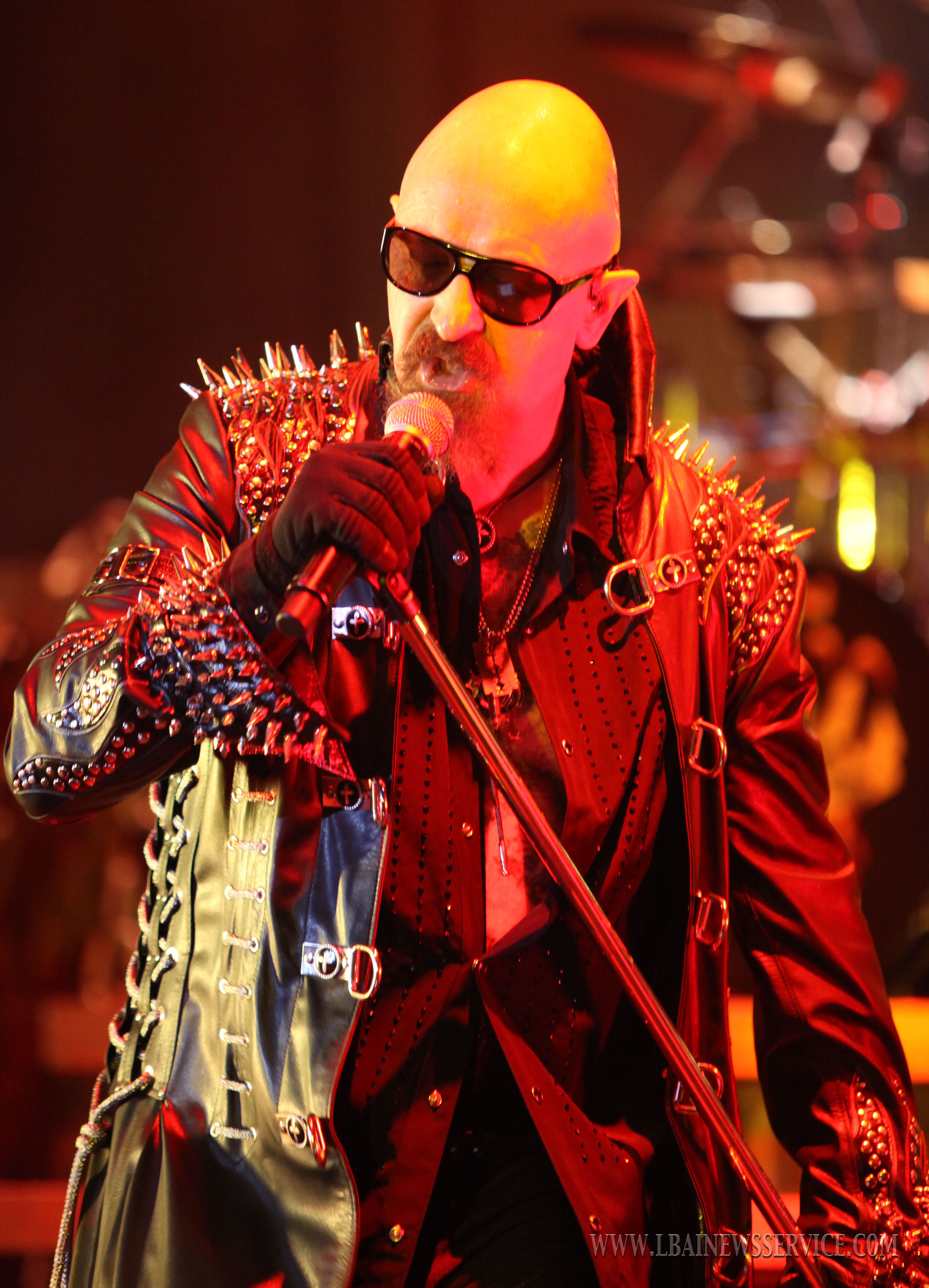
Роб Хелфорд — один из первых металлистов, который стал заимствовать и популяризовывать подобную эстетику и моду панков среди металлистов

Группы NWoBHM под влиянием панк-рока играли более скоростную музыку, чем ту, что возникла на рубеже 1960—1970 годов. Принципиальное отличие «новой волны» от металлистов 70-х заключалось в заимствовании у панк-рокеров европейской диатоники, которое вылилось в появлении специфического галопирующего ритма, лишённого блюзового «грува» и джазового свинга. Переход от блюзовой пентатоники к классической европейской диатонике в свою очередь открыл путь влиянию классической музыки на соло-гитариста и вокалиста.
Эти группы так же отметились вызывающими текстами о войне и мистике, использовали в оформлении альбомов и концертов атрибутику фильмов ужасов и Средневековья. Сольные проекты Ронни Дио и позднего Оззи Осборна двигались в том же направлении.
Группы NWoBHM, наряду с глэмерами, по разному заимствовали у панков сценический имидж и дресс-код, ставший стереотипным среди металлистов (см. метал и имидж и история косухи).
Стиль быстро распространился по европейским и атлантическим странам в течение 80-х. Появилось большое количество неанглийских групп. В ФРГ это были «Accept», «Manowar» в США, «Ария» в СССР.

#### Глэм-метал
Поджанр глэм-метал (или хэйр-метал, «метал волосатых») возник в США как эволюция хард-рока и хэви-метала под влиянием панк-рока, постпанка и глэм-рока. Он отличался от хард-н-хеви более жёсткой («дискотечной») ритм-секцией и упрощённой композицией (влияние постпанка и панк-рока), при этом виртуозность соло-гитариста и звук искажённых риффов по-прежнему ценились в этом жанре. Скандально известный экстравагантной, вызывающей внешностью исполнителей и более откровенными песнями о сексе, наркотиках и пьяных вечеринках, глэм-метал быстро вышел из андеграунда в мейнстрим металлической музыки. Его родоначальниками стали Kiss, Mötley Crüe, Twisted Sister.

#### Поп-метал
Некоторые группы, такие как Whitesnake, Def Leppard и Europe исполняли хэви-метал в не менее мелодичном стиле с использованием музыкальных приёмов поп-рока, таких как эффектные, запоминающиеся мелодии, и с относительно мягким звучанием. Группы этого жанра заимствовали элементы глэм-имиджа, такие как длинные волосы и кожаные или хлопчатобумажные джинсы (Whitesnake и Europe), при этом отказавшись от вычурного грима и характерной для глэм-рока и глэм-метала бунтарской, вызывающей тематики текстов в пользу характерных для поп-рока тем, таких как любовь и дружба.
Первая волна поп-метала — такие группы, как Mötley Crüe, Quiet Riot, Dokken, Ratt и Twisted Sister — была не такой попсовой, какой она стала позже, за исключением знакового альбома Pyromania (1983) группы Def Leppard, возможно, самого мелодичного металлического альбома на тот момент. Не все последующие исполнители поп-метала попадали в лагерь прилизанного, озабоченного имиджем глэм-метала; Guns N’ Roses, Tesla и Skid Row часто отличались более суровой резкостью, а Extreme были непредсказуемо эклектичны.
В СССР и России самым известным представителем поп-метала стала рок-группа «Парк Горького».

#### Трэш-метал

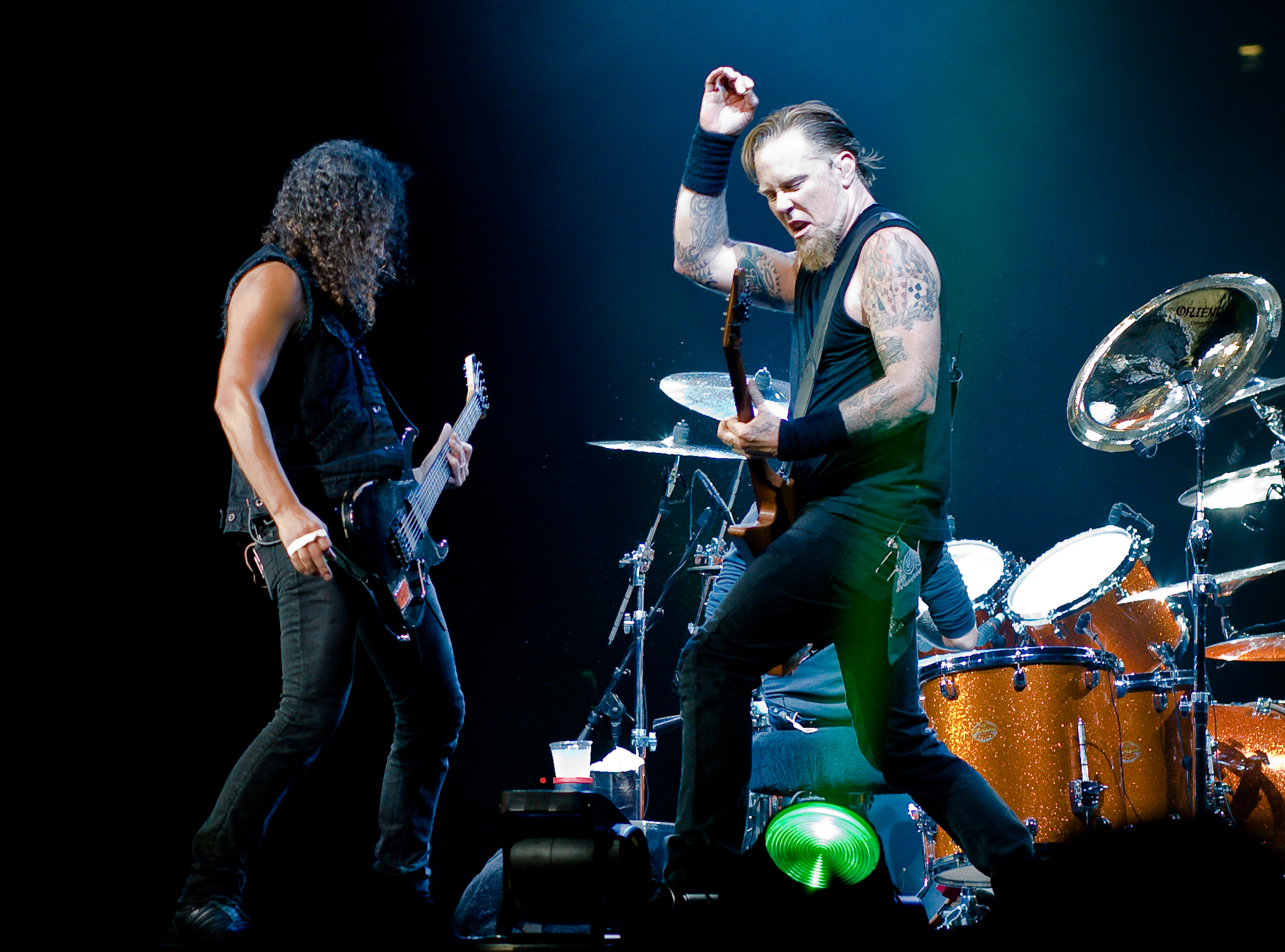
«Metallica»

В начале 1980-х годов на американской сцене появился ряд групп — Metallica, Anthrax, Slayer, Megadeth, Overkill — исполнявших новую, под влиянием панк-рока и особенно хардкор-панка, более агрессивную и ускоренную разновидность метала, которая получила название «трэш-ме́тал» (англ. thrash — «молотить») Этот жанр близок к спид-металу, с ощутимым влиянием панк-рока, имеет достаточно жёсткое, грубое, часто диссонансное звучание и исполняется на высокой скорости. Основой для трэш-метал стало стаккато барабанов и бас-гитары, что и послужило причиной названия. Независимо от американской сцены, в Германии благодаря группам Kreator, Sodom и Destruction развилась своя сцена трэш-метала с некоторыми стилистическими отличиями.
Трэш-метал стал для своего времени прорывом в тяжёлой музыке и значительно повлиял на последующее её развитие, дав толчок появлению экстремальных жанров, таких как дэт-метал и блэк-метал. В рамках трэш-метала возникло ещё одно экстремальное направление «грув-метал», представляющее собой более ритмичный и тяжёлый трэш с частым использованием экстремального вокала и влиянием хардкор-панка. Pantera, Machine Head и Sepultura добились в нём наибольшей известности.

### 1980—1990-е: новые разновидности

#### Спид-метал и пауэр-метал
Жанр спид-метала поначалу был неотделим от трэш-метала, и обозреватели почти не разделяли их. Спид-метал находится на стыке традиционного хеви, трэш-метал и более позднего пауэр-метал. Название speed (скорость) жанр получил от скоростной игры музыкантов. Вокал и ритм спид-метал близки к трэшу, однако композиции намного более мелодичны. Для спида характерны короткие фрагменты соло между каждым куплетом. К спид-металу относят ранние работы таких групп, как Running Wild, Blind Guardian, Helloween, Rage, Scanner, Motörhead, Iced Earth, Chroming Rose. Особенно прижился этот жанр в Германии.

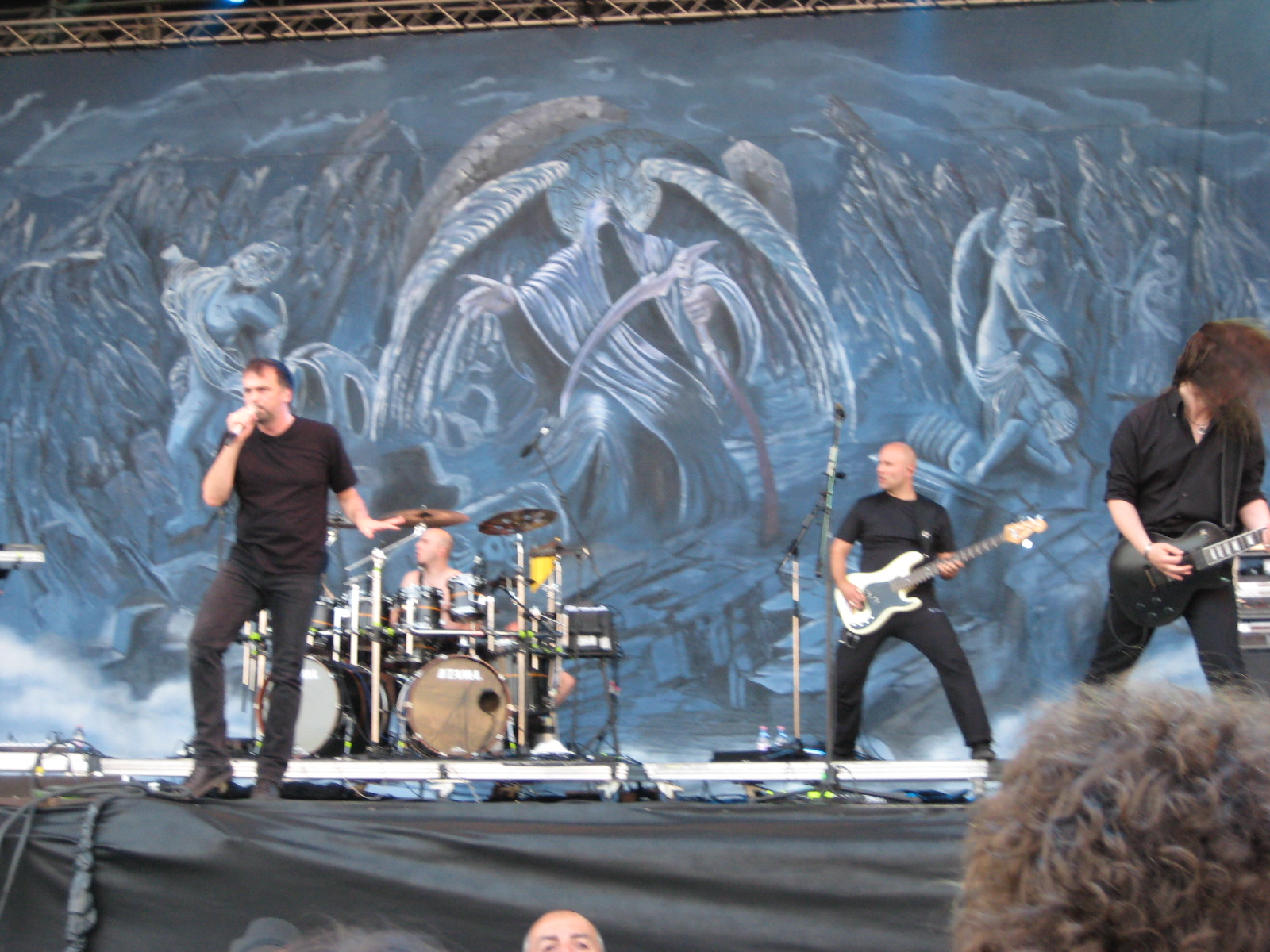
«Blind Guardian» выступают в антураже фэнтези

Из спид-метал в конце 80-х начала выделяться ветвь групп, исполняющих более мелодичную, жизнерадостную и доступную слушателю музыку с чистым высоким вокалом, построенную на квинтовых аккордах (англ. power chord). Жанр, получивший название пауэр-метал, отличается большой скоростью, мелодичностью, виртуозностью соло-гитар. Вокал в таких группах обычно чистый и высокий тенор, а в припеве часто вступает бэк-вокал. Этот стиль впервые появился на альбомах групп Helloween и Running Wild, и получил развитие в работах родственных Blind Guardian и Gamma Ray. К его развитию приложили руку финны Stratovarius, сделавшие звучание ещё более мелодичным.
В конце 90-х группы Nightwish, Rhapsody и Kamelot ввели в моду «симфонические» аранжировки песен с использованием клавишных и иногда — живых оркестров. Впоследствии симфонический пауэр-метал очень сблизился с появившимся в то же время симфоник-металом.
Пауэр-метал часто касается тематики фантастики и мифологии в текстах. Группы в этом жанре выпускают концептуальные альбомы (Sabaton, Carolus Rex) и даже серии альбомов со сквозными сюжетами («Сага об Алгалорде» Rhapsody), записывают совместные рок-оперы (Avantasia, Эльфийская рукопись). Средневековая эстетика пауэр-метал-групп выглядит более светлой и оптимистичной, включая в себя образы рыцарей, драконов и бардов, например у немецкой группы Grave Digger.

#### Экстремальный метал
В середине 80-х, исчерпав традиционные формы выражения (дисторшн и риффы, виртуозные соло), некоторые группы начали прибегать к радикальным экспериментам. Среди общих тенденций — маргинальность текстов, шокирующая графика обложек альбомов, применение новых технологий и приёмов игры на ударных («пулемётная» бас-бочка и техника «бласт-бит») и ввод новых, «брутальных» техник вокала (гроулинг и скриминг). Эта тенденция получила название «экстремальный метал», ярко представленный такими жанрами как дэт-метал и блэк-метал.

##### Дэт-метал

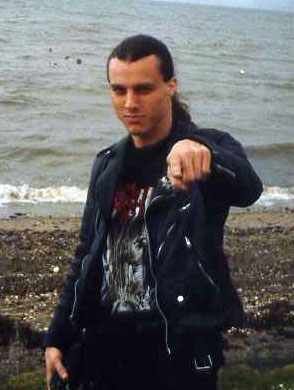
Фронтмэн группы «Death» — Чак Шульдинер

Дэт-ме́тал (англ. death — «смерть») — один из наиболее «тяжёлых» видов метала, появившийся в США, в конце 1980-х, в творчестве групп Possessed, Death, Morbid Angel, Obituary, Cannibal Corpse и других. Дэт является прямым «потомком» трэш-метала, но исполняется с ещё большей скоростью игры на ударных, зачастую с использованием экстремально скоростного бласт-бита, строй гитар, как правило, понижен, а саунд ещё тяжелее и, что очень важно, в отличие от трэш-метала вокалисты используют агрессивную «рычащую» манеру пения, известную как «гроулинг» или скриминг, обычно это грим или шрайк (с -нем. shrei - вопль).
Тематика дэт-метала радикальна, на первых этапах в текстах и графике преобладали темы о сатанизме, антихристианстве, некрофилии, смерти и разрушении (Possessed, Death, Entombed, Hypocrisy и мн. др.). В дальнейшем дэт-металлисты разделились на сторонников «художественной» могильной тематики с некоторым уклоном в мистику и тематику фильмов ужасов (под влиянием шведской дэт-сцены, главным образом Grave) и сторонников «эмоционально-эпатажной» тематики с уклоном в психологические девиации (под влиянием главным образом американской сцены, таких групп, как Cannibal Corpse).
Почти с самого зарождения в жанре стали появляться инновационные релизы, как, например, Piece of Time (1989) группы Atheist, The Key (1990) группы Nocturnus и Human (1991) группы Death. В дальнейшем всё это выделилось в поджанр техничного дэта. Также, в конце 1980-х, образовался дэтграйнд (смесь дэт-метала с грайндкором), в основном, благодаря релизам британских групп Carcass, Napalm Death и Bolt Thrower.
В Европе, особенно в Скандинавии, в 90-е сформировалась сильная дэт-метал-сцена и поджанр мелодичный дэт-метал. От классического дэта он отличался большим разнообразием гитарных риффов, обилием и мелодичностью соло-партий, и иногда — использованием клавишных. Мелодичный дэт многое впитал от таких жанров, как спид-метал и пауэр-метал. Самые известные представители — At The Gates, Children of Bodom, Dark Tranquillity, In Flames, Arch Enemy.

##### Блэк-метал и ответвления

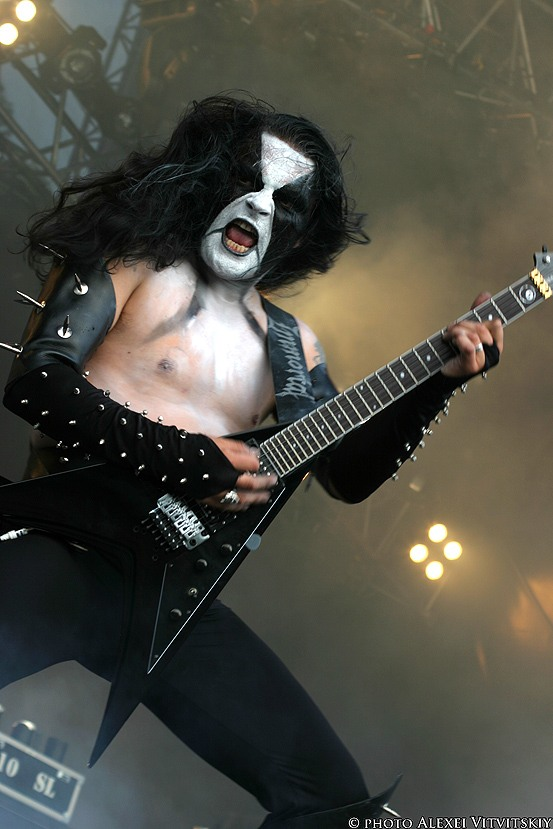
Аббат из группы «Immortal» в «трупной раскраске» (корпспэйнт)

Блэк-ме́тал (англ. black — «чёрный») возник в Великобритании, Германии и Скандинавии, в середине 1980-х — преимущественно между 1981/82 и 1984/85 — на ранних альбомах групп Venom и Bathory, Sodom, а также, чуть позже, Bulldozer и других. Название жанру дал альбом Venom «Black Metal» (1982), который технически был ближе к трэш/спиду, Bathory же окончательно отточили новый стиль. Особое распространение блэк-метал получил в 1990-е в Норвегии благодаря группам Mayhem, Darkthrone, Burzum, Immortal, Satyricon, которые составляют волну т. н. «традиционного норвежского блэк-метал» и по сути являются первым настоящим (true) блэк-металом. Этот стиль характеризуется искажённым, режущим слух «сырым» звучанием, почти непрерывным, в отличие от дэт-метала, использованием бласт-бита и тремоло на электрогитарах. Вокал используется «брутальный», скриминг (крик) или, реже, гроулинг (рык). Атмосфера всегда очень мрачная.
Блэк-метал — один из самых идеологизированных подстилей метала. Популярными темами в блэк-метале являются сатанизм, мизантропия, оккультизм, язычество, нигилизм. Блэк-металлисты часто выступают в сценическом гриме (т. н. корпспэйнт — раскраска трупа) и/или сценических костюмах.
Поджанр симфо-блэк-метал сформировался в середине 1990-х с появлением симфоник-метала и ростом популярности его «симфонических» аранжировок. Симфо-блэк-группы добавляли в свою музыку клавишные и симфонические инструменты, записывались с певицами с «оперным» вокалом. Родоначальниками стиля стали Dimmu Borgir, Emperor и Cradle of Filth. Многие из симфо-блэк коллективов отошли от радикальной тематики и начали использовать темы фантастики, литературы ужасов или народной мифологии, особенно нордической. Другие поджанры — депрессивно-суицидальный, мелодик, эмбиент-блэк и другие.
Примерно в то же время большое количество групп в северной и восточной Европе начали эксплуатировать тему язычества в текстах и имидже, и фолклорные аранжировки в музыке, иногда почти полностью переходя в фолк-метал, но сохраняя рычащий вокал. Стили получали название викинг-метал или пейган-метал (языческий метал), в зависимости от тематики. Этот стиль зародился в поздних альбомах Bathory и Falkenbach, был развит Ensiferum, Finntroll, Moonsorrow, Turisas.

#### Прогрессив-метал

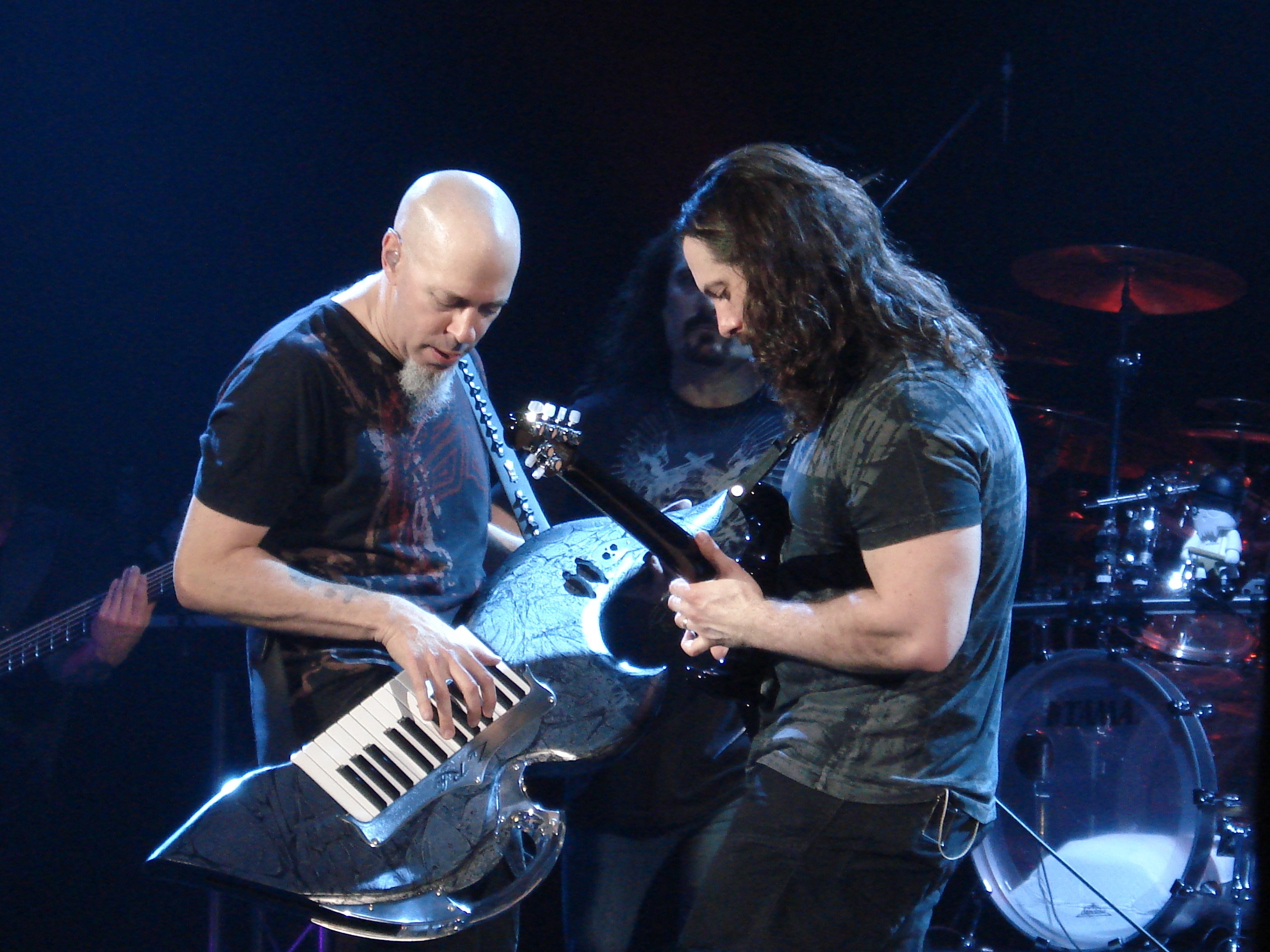
Джордан Рудесс и Джон Петруччи из «Dream Theater». Клавишные партии и сложные гитарные соло — одни из основных черт прогрессива

Из соединения прогрессивного рока и различных видов метала к концу 1980-х в творчестве групп Dream Theater, Queensrÿche развился прогрессивный метал. Его отличительные черты — сложная структура композиций, причудливые музыкальные размеры, неожиданные смены ритма, а также профессиональная техника игры на музыкальных инструментах. Для прогрессив-метала характерны довольно длинные песни и концептуальные альбомы. В 1990-е и 2000-е жанр получил развитие в творчестве Ayreon, Symphony X, Opeth. Как и пауэр, прогрессив-метал склонен к концептуализму в альбомах.
Дальнейшее развитие прогрессивной музыки породило такие экспериментальные разновидности прогрессива, как авангардный метал и постметал, в которых элемент метала является лишь одной из многих составляющих. Такие группы как Ulver и Arcturus, начинавшие как экстремальные метал-группы, впоследствии создали уникальные смеси метала с далёкими от метал-музыки жанрами и инструментами.

### 1990—2000-е: волна готики и мелодичный метал
1990-е годы стали периодом синтеза и поиска новых идей звучания.
Начала формироваться новая метал-сцена, которая оказалась под влиянием мелодичного готик-рока, синтетического дарквейва и мрачного дэт-рока. Сцена прошла эволюцию от готического дума, экспериментирующего с женским сопрано, хорами, синтетическим и симфоническим звучанием до готик-метала, экспериментирующего с пауэром и хеви. В свою очередь, мелодичный и многогранный готик-метал, часть которого попала под влияние симфонической музыки, стал толчком для волны моды на «симфонический саунд», что послужило толчком развития симфонического метала. Идеи хорового пения и симфонического звучания послужили также питательной средой и для мелодичного фолк-метала.

#### Готик-метал

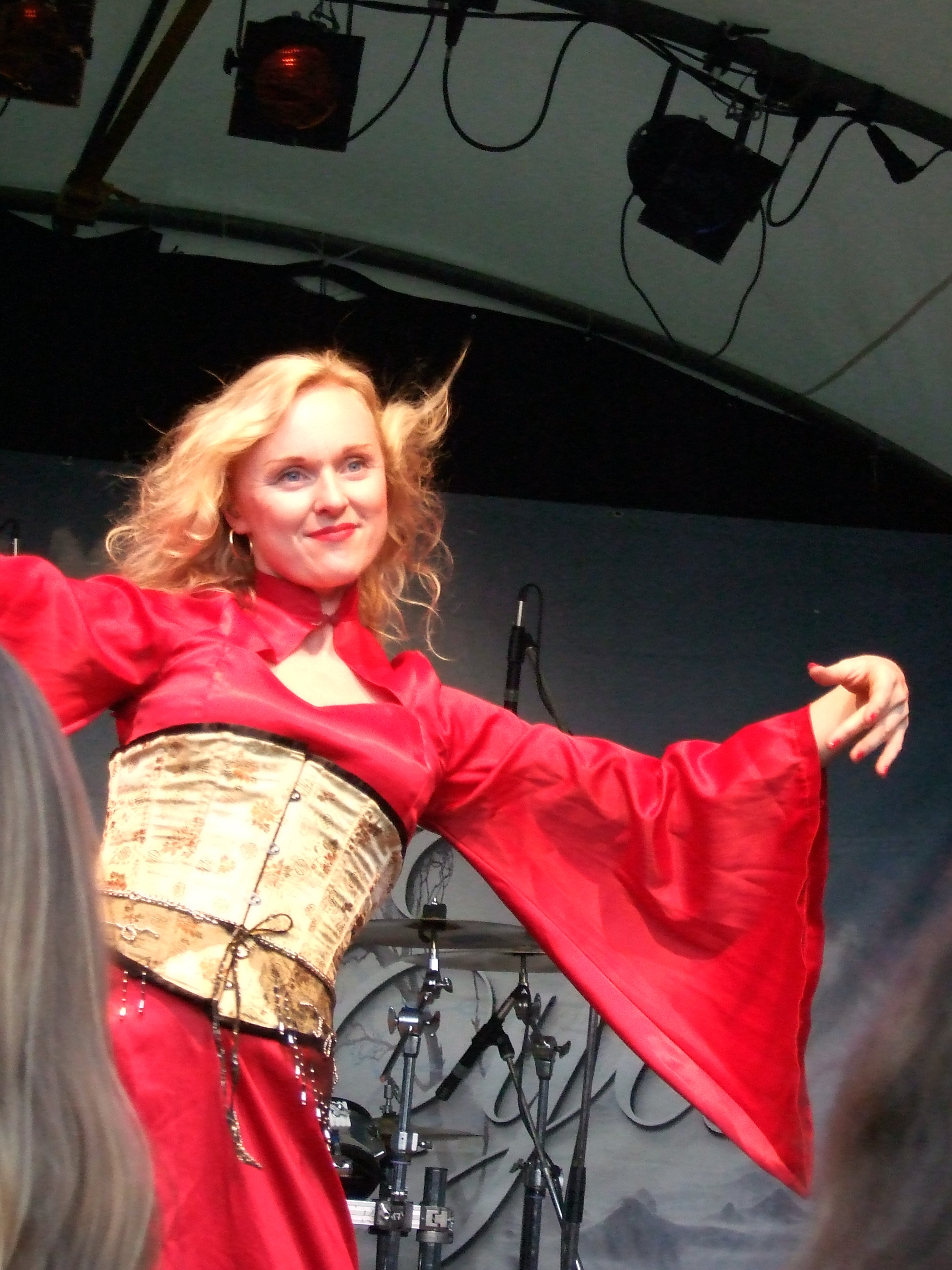
Лив Кристин, вокалистка «Theatre of Tragedy» и «Leaves' Eyes» (лирическое сопрано)

Готик-метал появился как ответвление в дум-метале в начале и середине 1990-х. К его появлению причастны дум-метал-группы Type O Negative, Paradise Lost и My Dying Bride. Готик-метал представляет собой сочетание готик-рока и дэт-дум-метала. Брутальный мужской вокал часто сочетается с чистым классическим женским в дуэтах, прозванных «красавица и чудовище», сопровождаемых медленными, тяжёлыми риффами. Встречается также и чистый мужской вокал. В середине и конце 1990-х эту линию развивали группы Lacrimosa, Theatre of Tragedy, Tiamat, Tristania, Malice Mizer, Lacuna Coil и другие, в 2000-х жанр был максимально развит такими коллективами, как Moi dix Mois, D и Lord of the Lost. Эстетика готик-метала отошла от постпанковой и приблизилась к более аристократической, в духе готических романов и викторианской эпохи.

#### Симфоник-метал
В середине 1990-х под влиянием готик-метала, дум-метала и прогрессив-метала начал формироваться жанр, объединяющий метал и симфоническую музыку. Симфо-метал-группы используют высокий женский («оперный») вокал, хор, симфонический оркестр (струнные смычковые) или их имитацию с помощью синтезатора. Нередко симфо-метал-группы выступают с целыми оркестрами и множеством вокалистов с разными голосами. Основателем стиля считается группа Therion из Швеции, которая впервые полностью совместила традиционный метал с оркестром и оперным вокалом.
Жанр получил особое распространение в Европе. Многие группы, игравшие пауэр-метал (Nightwish, Rhapsody), готик-метал (Within Temptation, After Forever, Epica), фолк-метал (Turisas) начали использовать в своей музыке симфонические и клавишные аранжировки. На стыке с блэк-металом возник симфоник-блэк-метал (Dimmu Borgir, Cradle of Filth, Graveworm).

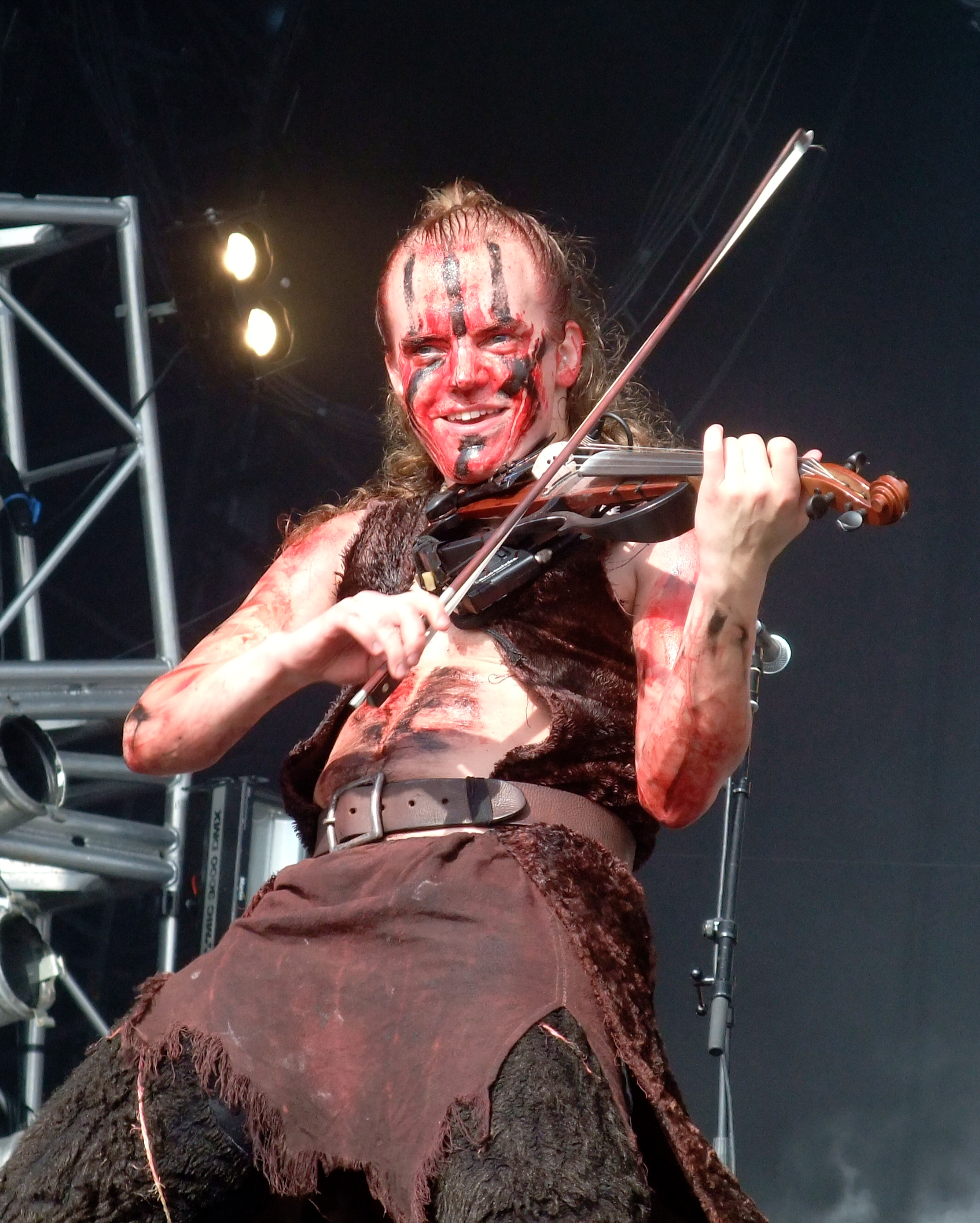
В симфо- и фолк-метале используют скрипки и духовые инструменты (на фото — Олли Вянска из «Turisas»)

#### Фолк-метал
Фолк-метал — жанр, смешивающий фолк-музыку и метал. В этом жанре к традиционному гитарному составу группы обычно добавляются народные инструменты: флейты, скрипки, аккордеоны и волынки.
Впервые подобный эксперимент продемонстрировали Skyclad в начале 1990-х, смешавшие кельтскую музыку с трэш-металом. Также к ранним представителям относят Amorphis, внедривших элементы народной музыки Финляндии в дэт-дум-метал, и испанцев Mägo de Oz, смешавших кельтскую народную музыку и хеви/пауэр метал.
В середине 1990-х в рамках жанра сложились локальные сцены. Немецкие фолк-метал-группы смешивали индастриал-метал (Neue Deutsche Härte) с использованием средневековых музыкальных инструментов (Subway to Sally, In Extremo, Tanzwut). В Израиле возник «ориентал-метал», содержащий элементы арабской музыки (Orphaned Land, Melechesh). В Ирландии возник келтик-метал (Cruachan, Primordial). В начале 2000-х новая волна групп из Скандинавии создаёт свой фолк-метал, смешанный с викинг/пейган-металом. Известные группы, играющие на стыке этих жанров, появляются в Финляндии (Finntroll, Korpiklaani, Moonsorrow, Ensiferum), Швеции (Otyg, Vintersorg), Норвегии (Trollfest).

### 1990—2000-е: Альтернативный метал
Метал оказал влияние на другие жанры тяжёлой рок-музыки, в частности, альтернативную сцену. В 1990-е, в особенности в США, появилось большое количество стилей, объединяющих альтернативную музыку и метал. Термин «альтернативный метал» очень неточен и обычно используется для описания групп с уникальным подходом к металу или в музыке которых сложно отделить метал от альтернативного рока. Отнесение «альтернативных» групп к металу является спорным моментом: одни обозреватели считают их разновидностью метала, другие — разновидностью альтернативного рока, только подвергшейся влиянию метала.

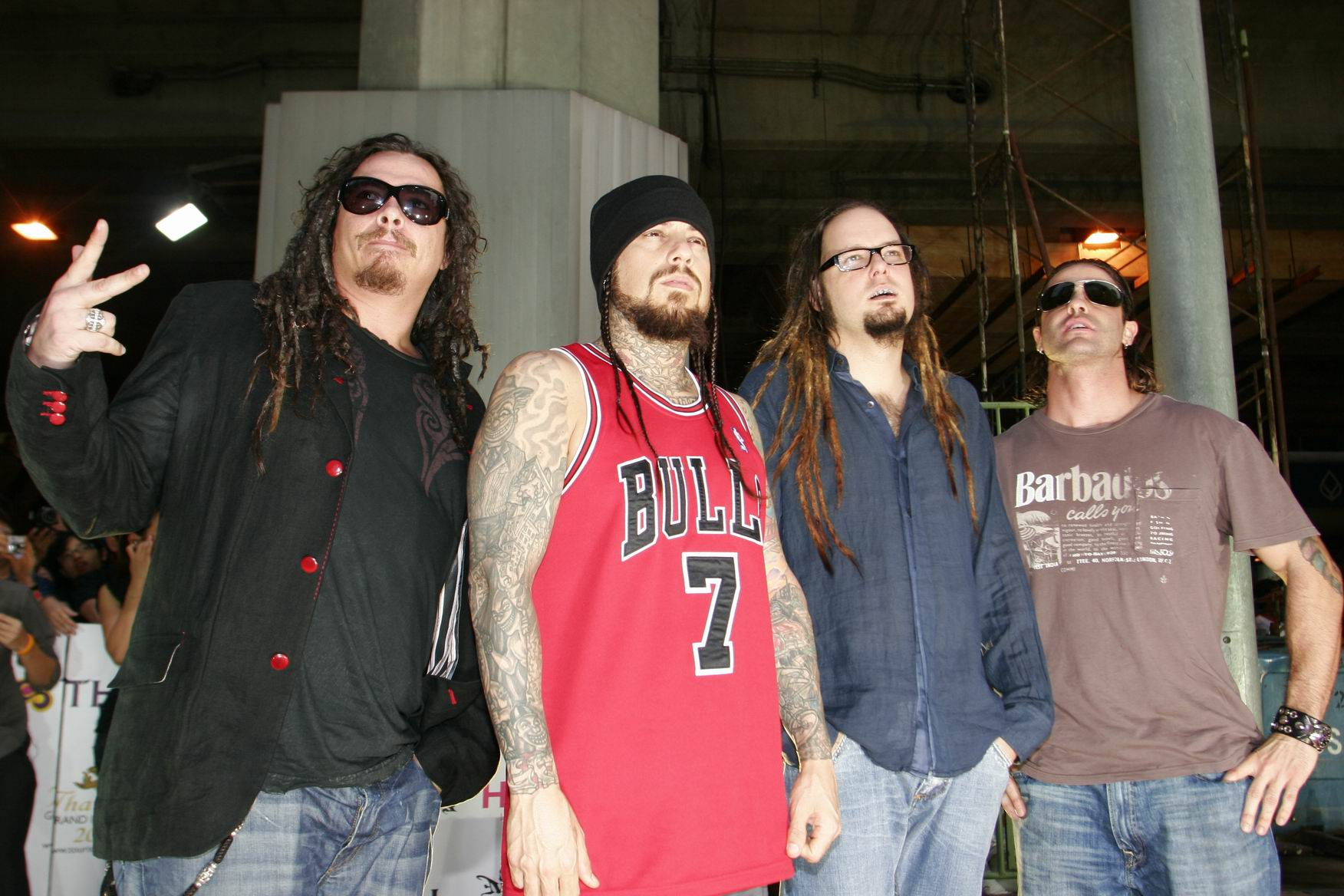
«KoRn», прародители ню-метала

#### Ню-метал
Основной и самый популярный вид альтернативного метала, эти названия часто используются как взаимозаменяемые синонимы. Ню-метал (жаргонное Nu-metal — «новый метал» или нью-метал) образовался в США в начале 90-х в результате смешения популярного в то время гранжа, хардкора, метала и впоследствии рэпкора. Тяжёлое звучание ню-метал-групп сочетается с использованием разного вида вокала, от чистого до скрима и рэпа, и аранжировками с использованием электронных инструментов. В состав некоторых ню-метал-групп входит диджей и несколько вокалистов, владеющих разными стилями пения; либо от основного вокалиста требуются такие же разносторонние способности. Ню-метал отказался от упора на мастерство гитариста, характерного для традиционного метала, и гитарные партии в нём просты и ритмичны. Тексты ню-метала, в отличие, от традиционных видов метала, лишены темы фантастики и ужасов, и посвящены личным переживаниям либо проблемам общества.
Группы Korn и Deftones считаются прародителями поджанра, а развили его Limp Bizkit, Slipknot, P.O.D. и др. Среди известных групп более позднего периода — System of a Down, Papa Roach, Ill Nino, Linkin Park и представляют собой более лёгкую ветвь ню-метал, сросшуюся с альтернативным роком и рэпкором. Tool сочетают альтернативный метал с прогрессивным. Жанр имел большой коммерческий успех в Америке и за её пределами. Исполнители ню-метал — среди немногих «тяжёлых» групп, чьи видеоклипы регулярно появляются в хит-парадах телеканала MTV.

#### Индастриал-метал

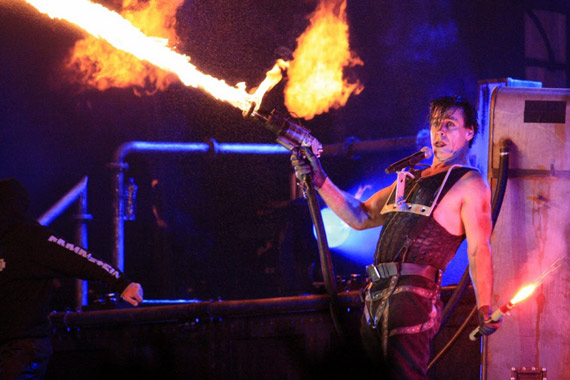
Многие исполнители индастриал-метала устраивают шокирующие сценические шоу. На фото — Тилль Линдеманн из группы «Rammstein»

1990-е стали временем появления индастриал-метала — смеси метала и индастриала. Для него характерно использование риффов из хеви-метала, «индустриального» синтезатора и вокодера, сильно искажённого звука гитар и искажённого вокала. Такое сочетание появилось впервые в творчестве групп Ministry и KMFDM, Die Krupps, а также Роба Зомби. Наиболее известными современными представителями являются Fear Factory, Nine Inch Nails, Pain, Rammstein, Oomph!, Marilyn Manson. Жанр особенно прижился в Германии, где выделяют сцену Neue Deutsche Härte. Исполнители индастриал-метала склонны к эпатажу, вызывающему имиджу, сценическим шоу и скандальным видеоклипам. Так, Rammstein часто заигрывают с экстремальной сексуальностью, Мэрилин Мэнсон поддерживает «сатанинский» имидж, являясь атеистом, Роб Зомби посвятил своё творчество тематике ужасов и смерти.

#### Металкор
Металкор появился в конце 1980-х в США как смесь элементов хардкор-панка с трэш-металом. В наши дни ранний металкор называют кроссовер-трэшем. К его представителям относят D.R.I., Corrosion of Conformity, Cro-Mags. Дальнейшее развитие металкора связано с внедрением элементов хардкора в другие жанры метала. К представителям его относят Killswitch Engage, Integrity, Converge, Hatebreed. Однако наибольшую популярность металкор приобрёл с появлением металкор групп конца 90-х, начала 2000-х, таких как Caliban, Bullet For My Valentine, Darkest Hour, As I Lay Dying, Underoath и других. В звучание современного металкора вплёлся шведский звук, характерный для мелодичного дэт-метала.
К поджанрам металкора относят маткор и дэткор, соответственно с сильным влиянием мат-рока и дэт-метала.

## Культурный феномен

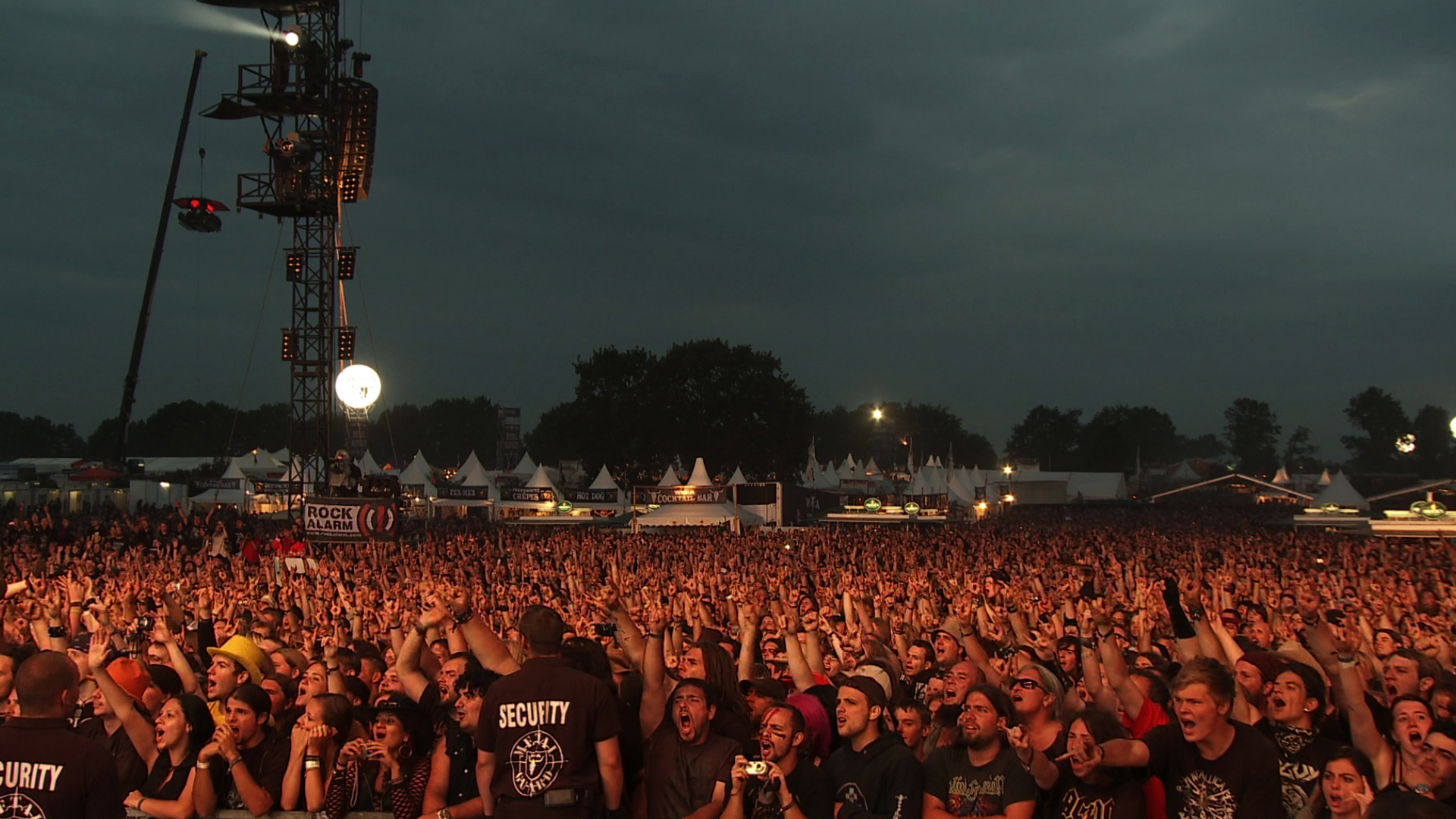
Восемьдесят тысяч металлистов на «Wacken Open Air», крупнейшем фестивале метала в мире.

Метал-музыка стала культурным феноменом, распространившимся за пределы музыки. Тематика песен, философия, образ жизни и имидж музыкантов и их поклонников стали важным явлением современной культуры.
Тяжёлая музыка, с одной стороны, является частью современной массовой культуры, с другой стороны, позиционируется как противоположность ей. Многие группы, в особенности представители традиционных видов метала, добились большого успеха у массовой аудитории. Продажи дисков ведущих метал-групп, таких как Metallica, Iron Maiden, Judas Priest, Rammstein, Nightwish превысили много миллионов экземпляров, группы становились лауреатами музыкальных премий, таких как «Грэмми», и давали концерты перед многотысячными аудиториями. Их песни участвовали с успехом во многих хит-парадах, а их видеоклипы демонстрировал телеканал MTV. Метал имеет многомиллионную аудиторию поклонников; метал-фестивали, такие как Wacken, Earthshaker, Tuska, ежегодно собирают десятки тысяч зрителей. Ему посвящены музыкальные издания (такие как Metal Hammer, Kerrang!, Rock Hard), художественные фильмы (This is Spinal Tap, Metalocalypse, Detroit Metal City) и документальные (A Headbanger’s journey, 4-серия («Never Say Die: Heavy metal») документального фильма о рок-музыке канала BBC «7 поколений рок-н-ролла»), фан-сайты и индустрия фанатской символики. Метал — предмет изучения культурологов и социологов, его история и основы композиции преподаются в некоторых музыкальных колледжах.
В то же время метал, как и большая часть рок-музыки, идейно противопоставляет себя поп-культуре. Многие фанаты метала осуждают коммерциализацию групп, с неодобрением смотрят на их вовлечение в шоу-бизнес. Доля металлической музыки в эфире радиостанций и телеканалов очень невелика, и ограничивается узким кругом самых популярных и относительно «лёгких» групп. Некоторые экстремальные группы сознательно предпочитают оставаться в андеграунде, отказываясь от премий и иногда даже не давая концертов (например, Darkthrone).
В разное время метал уступал в популярности панк-року, новой волне, гранжу или альтернативному року, но в отличие от них не переживал скачков и падений, сохраняя достаточно обширную армию фанатов. По словам авторов документального фильма BBC «Seven Ages of Rock», «Хеви-метал никогда не бывает модным, но никогда не выходит из моды».

### Тексты и тематика
Большинство металлистов пишут тексты на английском языке. Даже те группы, для которых этот язык не родной (немецкие, скандинавские), прибегают к нему, чтобы слушателям были понятны их песни. Тем не менее, песни на родных языках разных стран не так уж редки. Большинство русских, польских и японских, а также испанских и латиноамериканских групп поют на родных языках, ориентируясь на местную публику. Исполнители германского индастриала и фолка отдают предпочтение немецкому. Есть даже отдельные группы, которые поют не на английском или родном, а на каком-либо иностранном или «экзотическом» языке. Например, финская группа KYPCK поёт по-русски, у Summoning есть песни на языке Толкиновских орков, а группа Therion пишет песни на любых языках, включая древнешумерский.
Для текстов метал-композиций характерны отвлечённость, обращение к аллегорическим, фантастическим темам, зачастую эскапизм, патетичность. Метал тесно связан с ницшеанской философией. Подобно Ницше, многие металлисты провозглашают культ сильной личности, отвергают обывательский образ жизни, идеализируют мужественных героев, бунтарей, средневековых воинов. Музыкальный критик Андрей Горохов назвал эту особенность «ницшеанско-вагнерианским комплексом».
Тексты металлистов менее привязаны к личности и эмоциям автора и исполнителя, чем у групп в других жанрах рок-музыки. Нередко песня подаётся от имени не исполнителя, а героя песни — исторической личности, мифического или вымышленного персонажа, который может быть даже отрицательным. Тексты в метале часто тяготеют к эпосу, зачастую более последовательны и связны, чем отвлечённая лирика групп в других жанрах. Сюжетные песни по мотивам книг, концептуальные альбомы и рок-оперы в метале являются обычным делом.
Метал-группы самых разных жанров часто обращаются к фантастике, мифологии, литературе ужасов. Вместе с тем, немалая часть текстов метал-групп обращается к более традиционным для рок-музыки материям: личная жизнь, свобода, война. Между поджанрами метала есть характерные различия в тематике текстов. Так, для дэт-метала типичны темы войны, насилия и смерти, для дум- и готик-метала — темы меланхолии и мистики, для блэк-метала — оккультные темы, хеви-метал и пауэр-метал часто обращаются к истории и фэнтези. Трэш-метал имеет наименее отвлечённую тематику, обычно посвящённую проблемам общества, критике истеблишмента, разрушению экологии, политике и в этом схож с панк-роком и хардкором.
Романтизация войны и насилия делает многие метал-группы объектом критики прессы. Но, несмотря на внешнюю агрессивность, лирика метал-групп является скорее элементом стиля и имиджа, а не призывом к насилию; сами музыканты и их поклонники, как правило, относятся к таким текстам с должной иронией.

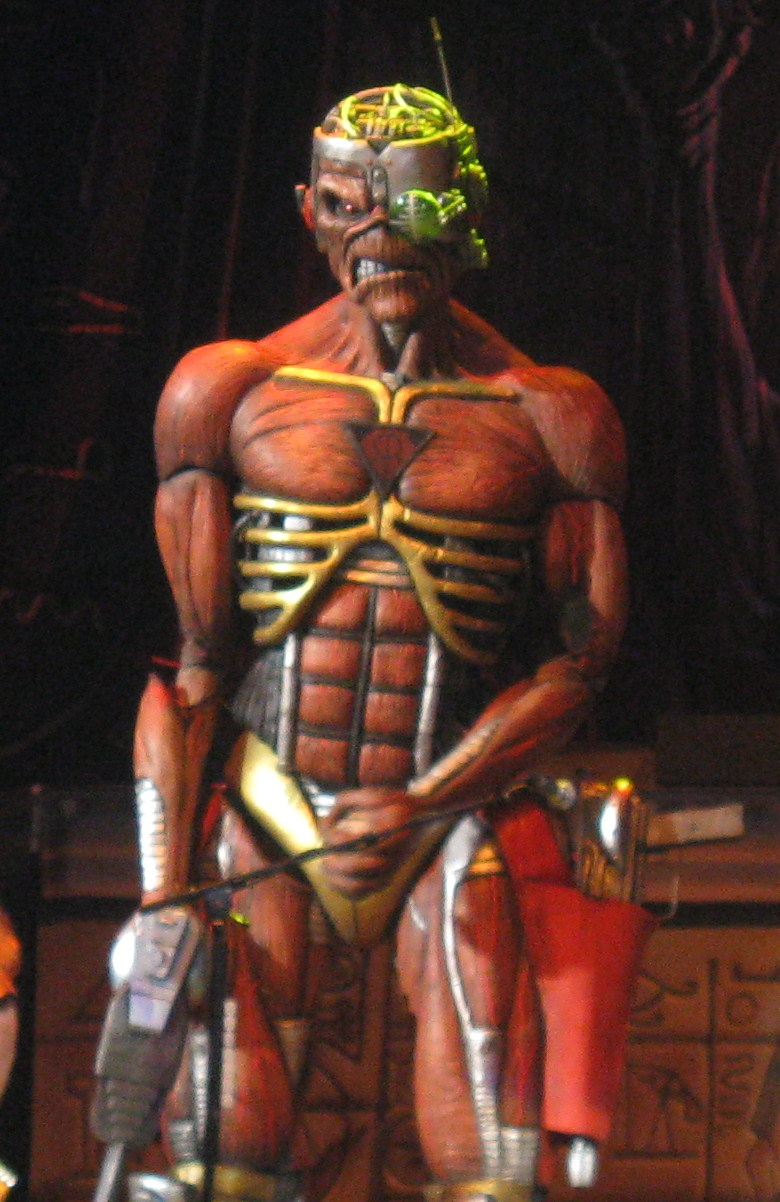
Эдди, талисман Iron Maiden

### Метал и фантастика
Метал-группы самых разных жанров часто обращаются к творчеству писателей-фантастов, таких как Говард Лавкрафт или Джон Толкин. Другим источником вдохновения является мифология, легенды, религиозные и мистические труды: Библия (в особенности «Апокалипсис» Иоанна Богослова), Старшая и Младшая Эдды, легенды о рыцарях Круглого Стола. Чаще всего фантастическая тематика встречается в текстах пауэр-металлических и хеви-металлических групп, также она присуща группам прогрессивного, симфонического и дум-метала.
Мистика и хоррор были первыми и основными фантастическими темами в метале. Группа Black Sabbath сделала себе имя на песне-страшилке, в которой что-то ужасное преследует лирического героя. Iron Maiden и Judas Priest развили ту же тему. Талисман Iron Maiden, зомби Эдди, которого группа начала использовать на концертах и в оформлении альбомов, наглядно иллюстрировал стиль ироничного ужастика. Впоследствии многие группы в самых разных жанрах создавали песни и даже концептуальные альбомы на тему литературы ужасов, конца света, книг Лавкрафта и Стивена Кинга, истории доктора Фауста, графа Дракулы и графини Батори. Среди работавших над этой темой — Cradle of Filth (концептуальные альбомы Midian, Dusk… and Her Embrace, Cruelty and the Beast), Rob Zombie, King Diamond, Dimmu Borgir. Lordi известны своими пародиями на тему ужасов.
«Что это стоит передо мной?

Фигура в чёрном указывает на меня.

Быстро поворачиваюсь и бегу прочь,

Поняв, что он выбрал меня.

O, нет!»
«Планета опустошена

Человечество на коленях

С небес спускается спаситель

В ответ на их молитвы,
Сквозь громовые тучи,

Извергая стальные стрелы,

Давит зло смертоносными колёсами».
Средневековье и старинные легенды фигурировали ещё в песнях Rainbow, Led Zeppelin и Uriah Heep, а группа Manowar взяла имидж средневековых воинов на вооружение, полностью посвятив воинской эстетике своё творчество. Они же одни из первых обратились к скандинавской мифологии, быстро ставшей одной из популярнейших тем в метале. Впоследствии многие скандинавские группы обращались к культуре предков, появились целые направления на тему языческих верований и эпосов. Такие группы как Therion, Finntroll, Amorphis, Bathory основывают своё творчество на мифологии.
Тема фантастической литературы остаётся популярной в метале. Песни по книгам в жанрах фэнтези и научной фантастики, концептуальные альбомы и рок-оперы стали частым явлением. Особой популярностью пользуется творчество Джона Толкина, число песен и альбомов по которому сравнимо с числом работ по Лавкрафту Blind Guardian с концептуальным альбомом Nightfall in Middle-Earth являются самым известным образцом
. Группы Summoning и Battlelore полностью посвятили своё творчество книгам Толкина (см. также: Музыка по Толкину). Другие группы пишут сценарии к своим альбомам сами, не привязывая к чужому творчеству. Rhapsody и Bal-Sagoth создают циклы сюжетных альбомов в жанре фэнтези, Ayreon — в жанре научной фантастики. Много известных метал-музыкантов приняли участие в записи рок-оперы Avantasia.

### Метал и религия
Взаимоотношения тяжёлой музыки и организованной религии всегда были сложными. Вызывающие тексты некоторых метал-групп, их имидж и эстетика часто раздражали консервативную общественность, и в том числе, религиозных деятелей. В прессе периодически появляются статьи, обвиняющие метал в пропаганде сатанизма, суицида и насилия. В свою очередь, многие известные музыканты имеют ярко выраженную антирелигиозную позицию. В то же время, существует немало примеров мирного сосуществования и даже взаимодействия религии и метала.
Тексты таких групп, как Black Sabbath и Iron Maiden вызывали неприятие у религиозных общин, в первую очередь протестантских. В лирике этих групп содержались упоминания дьявола, описания мистических ужасов, «чертовщины». Религиозные критики сравнивали рок-концерты с чёрными мессами. Однако сами музыканты, как правило, не были членами каких-либо оккультных обществ и рассматривали мистику в своём творчестве как часть шоу. Многие из них были верующими христианами.

Скандально известная обложка альбома «Burzum» с сожжённой церковью

С появлением экстремальных форм тяжёлой музыки появилась и новая идеология. Исполнители блэк-метала, в отличие от представителей других жанров, действительно были носителями радикальной идеологии, противниками христианства. Однако, отрицая традиционные религии, музыканты блэк-метала становились сторонниками и даже проповедниками новых религиозных течений: сатанизма, неоязычества. Особенный размах эта тенденция приобрела в Скандинавии, где из исполнителей и поклонников блэк-метала сформировался т. н. «чёрный круг», занимавшийся поджогами церквей и нападениями на нейтральных металлистов, которых члены «внутреннего круга» считали «позёрами». Среди участников таких нападений были представители влиятельных групп: Burzum, Mayhem, Gorgoroth. Многие из них получили тюремные сроки за свои действия.
В отличие от блэк-метала, в других жанрах не сформировалось религиозной идеологии. Более того: многие группы в своих текстах заявляли о неприятии любой организованной религии как таковой, традиционной или нет. Любая религия, с их точки зрения, есть средство управления массами. В особенности часто эта тематика встречалась в произведениях групп трэш-метала. Среди отрицавших саму идею религии — Slayer, Rage, и др.
Существует также немалое количество исполнителей, чьи тексты содержат положительный взгляд на христианство. Существует поджанр христианский метал, исполнители которого — верующие, воцерковленные христиане — исполняют песни о вере и Боге. Например, редким представителем христианского метала является отец Чезаре Боницци, монах-капуцин, исполняющий хеви-метал. Лютеранская церковь Финляндии позволяет исполнять метал с христианскими текстами в храмах. Даже внутри блэк-метал возник протестный поджанр христианского блэк-метала. Кроме того, многие исполнители из жанров, не относящиеся к христианскому металу, являются христианами. В текстах песен и в интервью в симпатии к христианству признавались музыканты Dream Theater, Megadeth, Blind Guardian, Nightwish, Lacrimosa.
В особенности это распространено в России, где практически не было антагонизма между рок-музыкой и религией: многие группы, например, Легион и Чёрный Кофе, поют открыто христианские тексты.
На востоке, особенно в исламских странах, антагонизм общественности и тяжёлой музыки значительно сильнее. Многие группы и стили здесь просто запрещены. Так, все альбомы Metallica, прошлые или будущие, запрещены к выпуску в Иордании. Вызывающе антирелигиозная обложка альбома Slayer привела к его запрету в Индии. В Малайзии в 2001 году пытались запретить блэк-метал.

### Метал и имидж

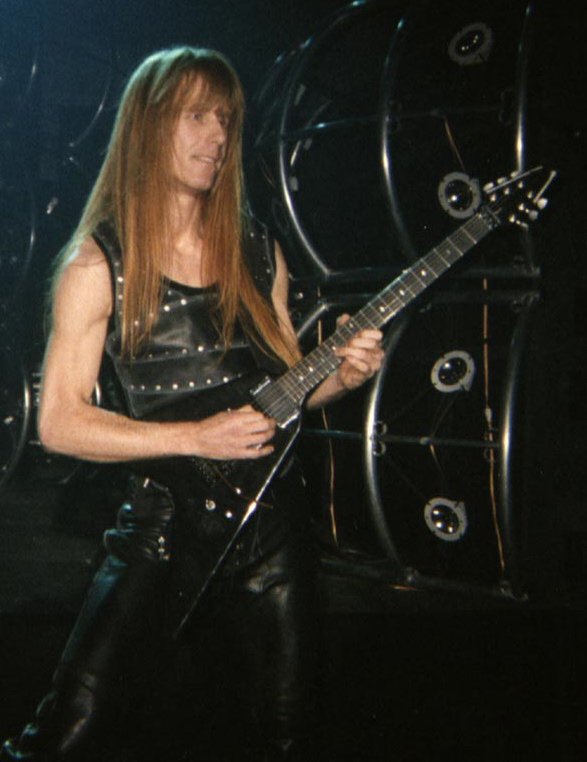
Имидж Карла Логана, гитариста «Manowar»: кожа, заклёпки, длинные волосы

Метал породил субкультуру своих поклонников — т. н. металлистов. Исполнителям и поклонникам метала присущ особый стиль одежды. Хеви-метал-группы 80-х, такие как Iron Maiden и Manowar выступали в обтягивающих трико и майках без рукавов, и, по примеру рокеров и хиппи 1960-70-х, отращивали длинные волосы. Однако более традиционным стал впоследствии имидж, включающий в себя кожаные куртки и штаны, металлические цепи и заклёпки, а также чёрные майки с символикой метал-групп. Первопроходцем во внедрении кожаных аксессуаров в среду металлистов считается вокалист Judas Priest Роб Хэлфорд. Этот имидж был подхвачен другими группами, такими как Manowar, Slayer, Ария, HammerFall и др.
Влияние на моду металлистов оказали и байкеры — движение мотоциклистов, близкое металлистам. В частности, тем и другим свойственны татуировки. Многие метал-группы воспевали мотоциклы и быструю езду, как символ свободы, силы и независимости. В свою очередь, метал стал самым популярным жанром музыки среди байкеров.
«Коза», жест двумя пальцами руки, стала постоянным атрибутом концертов тяжёлой музыки. Её ввёл в употребление Ронни Дио, вокалист Black Sabbath. В древности этот жест использовался суеверными, чтобы отпугивать злых духов, но в среде металлистов стал знаком одобрения, приветствия исполнителю.
Многие группы сопровождают свои выступления сценическим шоу. Для метал-концертов нередко строятся огромные и дорогие декорации, применяется сложная пиротехника, используются статисты в костюмах (например, реконструкторы-фехтовальщики). Сами музыканты могут выступать в сценических костюмах, гриме или даже масках (как это делают Lordi, GWAR или Slipknot).

### Роль женщин

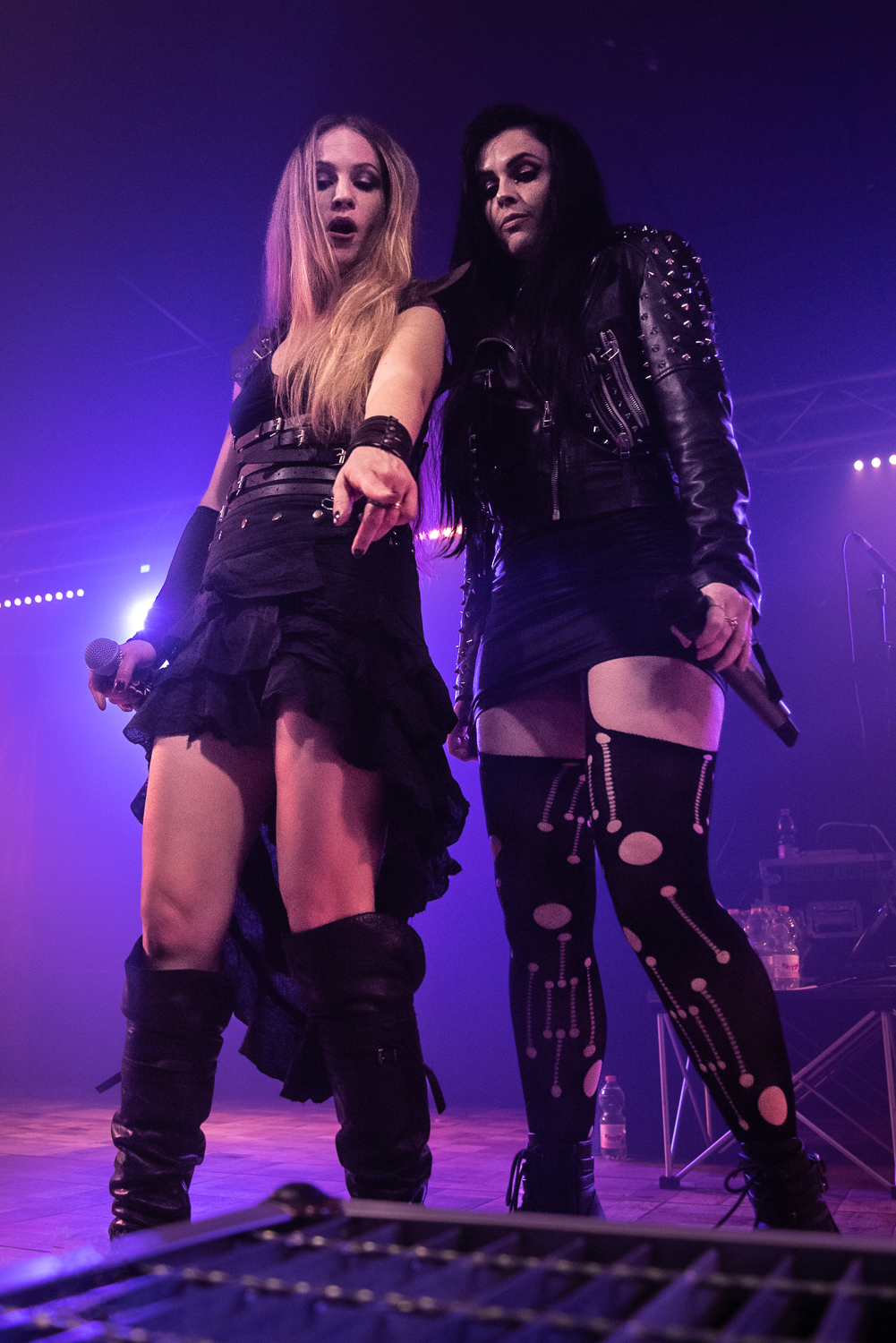
Джада Этро (Frozen Crown) и Федерика Ланна (Volturian) на совместном выступлении

Исполнение метал-музыки в целом рассматривается как гомосоциальный вид деятельности, что в совокупности с ориентацией метала на эстетику, соответствующую мужской гендерной роли, приводит к тому, что исполнители метала являются почти исключительно мужчинами, как и значительная часть поклонников (исключением является жанр вокальных каверов на метал-композиции, ставший популярным после распространения социальных сетей и видеохостингов, в котором преобладает женский вокал). Метал-сцена неоднократно обвинялась в сексизме и мизогинии (прежде всего дэт-метал, тексты которого зачастую описывают насилие над женщинами), но исследования показывают отсутствие связи между сексизмом и предпочтением определенных стилей в метале. Опросы британских поклонниц хард-рока и метала показывают, что они считают эти жанры менее сексистскими, чем «мейнстрим».
Метал-сцена состояла почти исключительно из музыкантов-мужчин по крайней мере до середины 1980-х гг., за редкими исключениями типа полностью женской NWOBHM-группы Girlschool. Тем не менее в метале и хард-роке 1980-х получили значительную известность такие вокалистки, как Лита Форд, Ли Аарон и Доро Пеш, а позднее, начиная со второй половины 1990-х гг., женский вокал получил достаточно широкое распространение в готик- и симфоник-метале (Лив Кристин, Тарья Турунен и др.) Эти стили зачастую смешиваются между собой, и группы с женским вокалом в них часто объединяются общим термином «female-fronted metal». В симфоник-метале женский вокал используется в 63 % групп (согласно исследованию от 2024 г.), но, например, во Франции доля таких групп значительно выше — до 90 %. Особенную популярность такая музыка получила начиная с середины 2000-х гг., при этом мужчины и женщины составляют примерно равное число ее поклонников. В 2010-х гг. возник тренд полностью женских метал-групп в Японии (Destrose, Aldious, Mary’s Blood, Cyntia, Lovebites, Babymetal).

## Региональные сцены
Музыка «металлических» жанров распространена практически во всех странах Земли, но наиболее крупные сцены сформировались в северной Европе (Британия, Германия, Скандинавия), Северной Америке (США, Канада) и Австралии. Во всех странах Запада существуют развитые региональные сцены, так же как и в России, Бразилии и Японии. На Ближнем Востоке, за исключением Израиля и Турции, тяжёлый рок менее развит из-за цензурных ограничений.

### Европа

#### Великобритания
Металлическая музыка появилась именно в Великобритании, и эта страна по-прежнему имеет одну из крупнейших метал-сцен современности. В Англии появились большинство рок-групп, создавших на основе английского психоделического рока под сильным влиянием традиционной и эстрадной американской музыки (рок-н-ролла, блюзов и джаза) «классический» «хард-н-хеви»: Deep Purple, Led Zeppelin, Nazareth, Uriah Heep, Black Sabbath.
Некоторое влияние на британский «хард-н-хеви», по мнению критиков, оказала также классическая европейская музыка великих композиторов прошлого.
«Классика» британского «хард-н-хеви» и английской психоделии получила неожиданное развитие в ранних работах Black Sabbath — первые альбомы данного коллектива, наряду с ранними работами американцев из Pentagram, стали прообразом дум-метал как жанра. Эти идеи были продолжены такими последователями британского традиционного дума, как Pagan Altar и Witchfinder General. В дальнейшем это звучание стало одним из эталонных для ряда различных поджанров дума.
Здесь же, под влиянием волны панк-рока и на базе классики «хард-н-хеви», сформировалась «Новая Волна Британского Хеви-Метал»: Judas Priest, Iron Maiden, Saxon, Motörhead, Angel Witch. Многие американские группы, такие как Manowar, также были сформированы и записывались в Англии, где условия были более выгодны.
Британцам также принадлежит первенство в формировании фолк-направления в метале — в 1990-х годах группа Skyclad, смешивая в своей музыке трэш-метал и кельтский фолк, создала такой жанр, как келтик-метал.
На данный момент в Англии существуют группы, исполняющие практически все виды метала. В особенности развиты традиционные для Британии дум-металлическая и готик-металлическая сцены (Paradise Lost, My Dying Bride, Anathema), симфо-блэк-метал (Cradle of Filth, Bal-Sagoth).

#### Германия
Германия в истории развития «тяжёлого» жанра играла довольно важное и заметное значение. Как и в Британии, в Германии была развита своя школа психоделического рока — краут-рок. Краут-рок послужил той платформой для ранних немецких металлических групп, что и английская психоделия в Англии. Одна из самых примечательных хард-н-хеви команд Германии, Scorpions, в начале своего творческого пути опиралась именно на немецкую психоделию в лице краут-рока.
Scorpions часто рассматриваются, наряду с первыми британскими коллективами, как пионеры хард-рока и хеви-метал. Scorpions были образованы даже раньше, чем первые британские «классические» хард-н-хеви-группы — в 1965 году, но записать первый свой альбом им удалось лишь в 1972 году, когда англичане уже выпустили многие свои значимые для «тяжёлого» жанра работы. Тем не менее, «Скорпам» приписывают новаторство во введении в «тяжёлый» жанр баллад, основанных на европейском мелодизме германской фольклорной и классической европейской музыки.
Тем временем в ГДР была популярна группа Puhdys, игравшая немецкоязычный хард-рок .
Следующей значимой для немецкой метал-сцены группой следует считать образовавшихся в 1971 году Accept, которых нередко рассматривают как предтечу спид- и пауэр-метала. В 70-е годы Accept вели преимущественно концертную деятельность, и лишь в 1978-м группа приступает к студийной работе, а в 1979-м году выходят их первые пластинки.
В 80-х на немецкой сцене зародились мелодичный спид- и пауэр-метал и впоследствии распространились по всему миру. Группы Running Wild, Rage, Blind Guardian, Helloween, Gamma Ray, Scanner ответственны за его появление и развитие и породили множество последователей в других странах.
В другую[какую?] сторону развили спид-метал-группы Kreator, Sodom и Destruction, создавшие немецкую трэш-метал-сцену.
Не менее известной стала сцена Neue Deutsche Härte — «новая немецкая тяжесть», к которой относят группы индастриал-метала, исполняющие песни на немецком языке. Такие ансамбли, как Rammstein, Oomph! и KMFDM добились успеха за пределами Германии. Широко развит также немецкий фолк-метал. Немецкий готик-метал представлен поздним творчеством Garden Of Delight и несколькими менее известными коллективами.

### Скандинавия
Скандинавия, в широком смысле этого слова, имеет самую самобытную и специфическую метал-сцену на планете. «Лицом» шведской тяжёлой сцены стал «шведский дэт», Норвегии — «норвежский блэк».

#### Швеция
Ингви Мальмстин — один из основоположников неоклассического металла в мире, и глэм-метала, хард-рока, пауэра в Швеции. В 1976 году Ингви Мальмстин организовал свою первую группу Powerhouse, а в 1978 году — Rising Force. Название группы возникло под влиянием второго альбома Rainbow «Rising», выпущенного в 1976 году и на тот момент являвшегося его любимым альбомом.
Одной из первых известных хард-н-хеви-групп Швеции стали Europe, образованные в Стокгольме в 1979 году под названием Force, вокалистом Джоуи Темпестом и гитаристом Джоном Норумом. Europe приобрели всемирную известность в 80-х годах XX века, после выпуска их третьего альбома The Final Countdown (1986), ставшего очень успешным коммерчески — только в США было продано свыше трёх миллионов копий. С 1986 по 1992 год группа продала более 20 миллионов копий альбомов по всему миру и, таким образом, заняла 4-е место в списке наиболее удачных проектов из Швеции.
Швеция имеет развитую сцену дум-метала и причастна к созданию такого жанра, как эпик-дум. Благодаря усилиям шведских думеров из Candlemass во второй половине 80-х дум-метал стал выходить из андеграунда и был наконец-то замечен критиками и общественностью.
Представители шведского дума: Candlemass, Tiamat, Therion, Lake of Tears, Katatonia.
Традиционный шведский дэт стал зарождаться здесь в самом конце 80-х, и отличался уникальным звуком, с гитарами, настроенными ниже чем обычно. Так же как и в США, первые шведские дэт-группы записывались в одной студии — Sunlight studios под руководством Thomas’a Skogsberg’a. Шведское звучание стало одним из распространённых стандартов в дэт-метале и вызвало массу последователей и экспериментаторов на основе низко настроенных гитар. Представители: Grave, Entombed, Dismember, Edge of Sanity (ранние).
Свои самобытные черты имеет шведский мелодичный дэт-метал, т. н. «Гётеборгской школы»: (At the Gates, In Flames, Dark Tranquillity, Arch Enemy, Hypocrisy, Amon Amarth).
Шведская дэт-метал сцена являлась одним из ключевых факторов зарождения новых направлений тяжёлой музыки — готического и симфонического метала. В середине 90-х дэт-металлический проект Therion в результате жанровых экспериментов отошёл от каноничного дэт-метала к симфоническому металу, став одним из мировых классиков данного жанра.
Помимо перечисленных сцен, здесь так же присутствует небольшая сцена блэк-метал: (Bathory, Marduk, Dark Funeral, Dissection).

#### Норвегия
Норвегия специализируется на блэк-метале: «Истинный Норвежский Блэк-Метал» (True Norvegian Black Metal) стал маркой этой страны. Здесь образовались группы Burzum, Darkthrone, Immortal, Emperor, Mayhem, Gorgoroth, Satyricon, Dimmu Borgir.
Другим направлением метал-музыки Норвегии является готик-метал: Theatre of Tragedy, Leaves' Eyes, а также Sirenia, Tristania, The Sins of Thy Beloved и др.

##### Другие страны скандинавского региона
Дания и Исландия на метал-сцене представлены значительно меньше, хотя и здесь есть такие известные группы, как Falkenbach, King Diamond, Mercyful Fate, Solstafir и др. С формально независимых Фарерских островов происходит известная группа Týr.

#### Финляндия

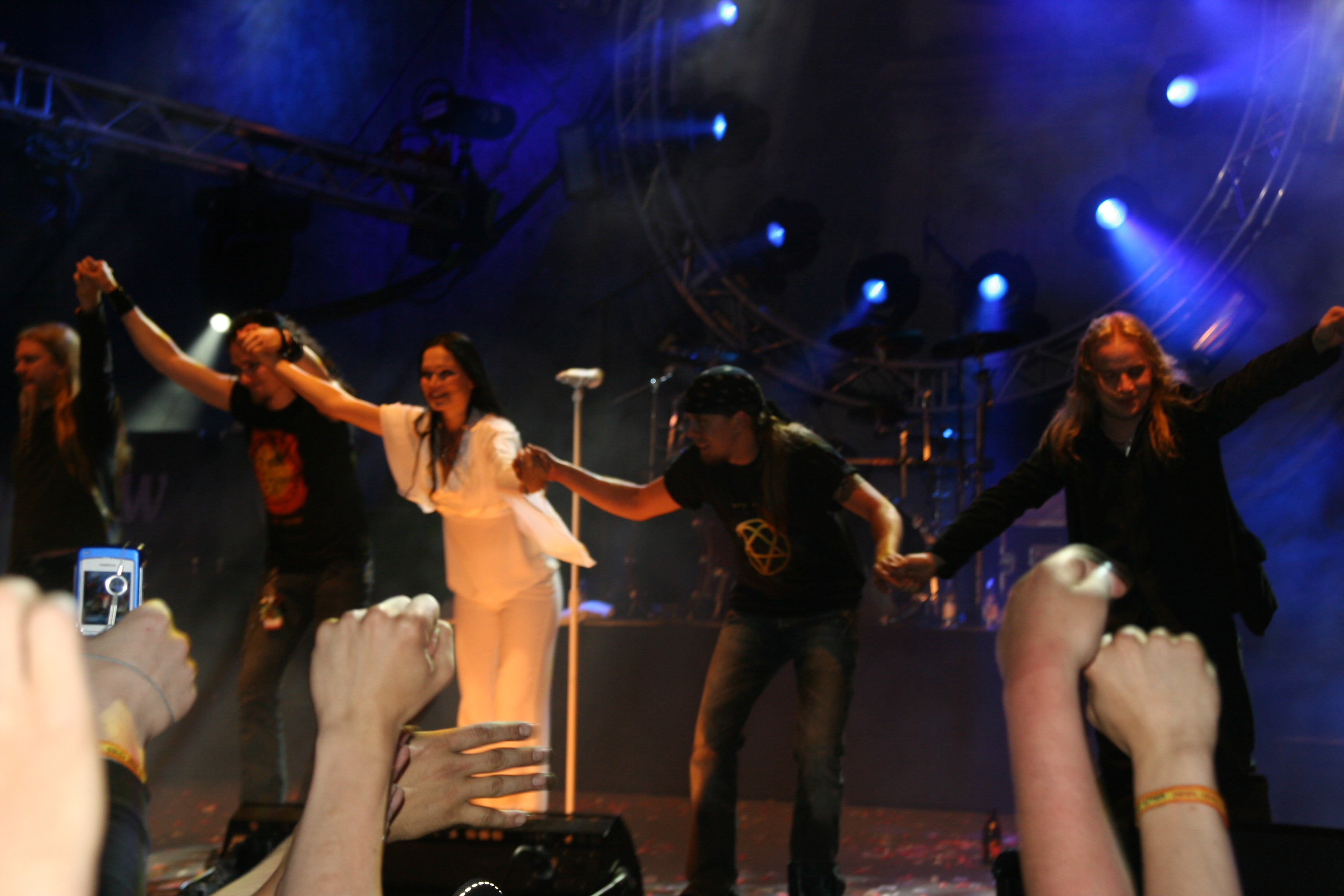
«Nightwish», популярная группа из Финляндии

Финский метал очень разнообразен, здесь нет явно преобладающих жанров.
Тем не менее, финнам приписывают создание экстремального поджанра дума — фьюнерал-дум (Thergothon, Skepticism).
Здесь также исполняют мелодичный пауэр-/симфо-метал (Stratovarius, Nightwish, Sonata Arctica), хеви-метал (Kotiteollisuus, Timo Rautiainen & Trio Niskalaukaus, Teräsbetoni, Lordi), готик-метал (Entwine, Tears Of Magdalena, Charon), фолк-метал (Finntroll, Ensiferum, Amorphis, Turisas, Korpiklaani, Moonsorrow), дум-метал (Lyijykomppania, Swallow the Sun, Reverend Bizarre, KYPCK), мелодичный дэт-метал (Children of Bodom, Norther, Kalmah, Wintersun, Eternal Tears of Sorrow), блэк-метал (Barathrum, Catamenia, Horna) и треш-метал (Mokoma, Stam1na).

### СССР, Россия иСНГ

#### СССР

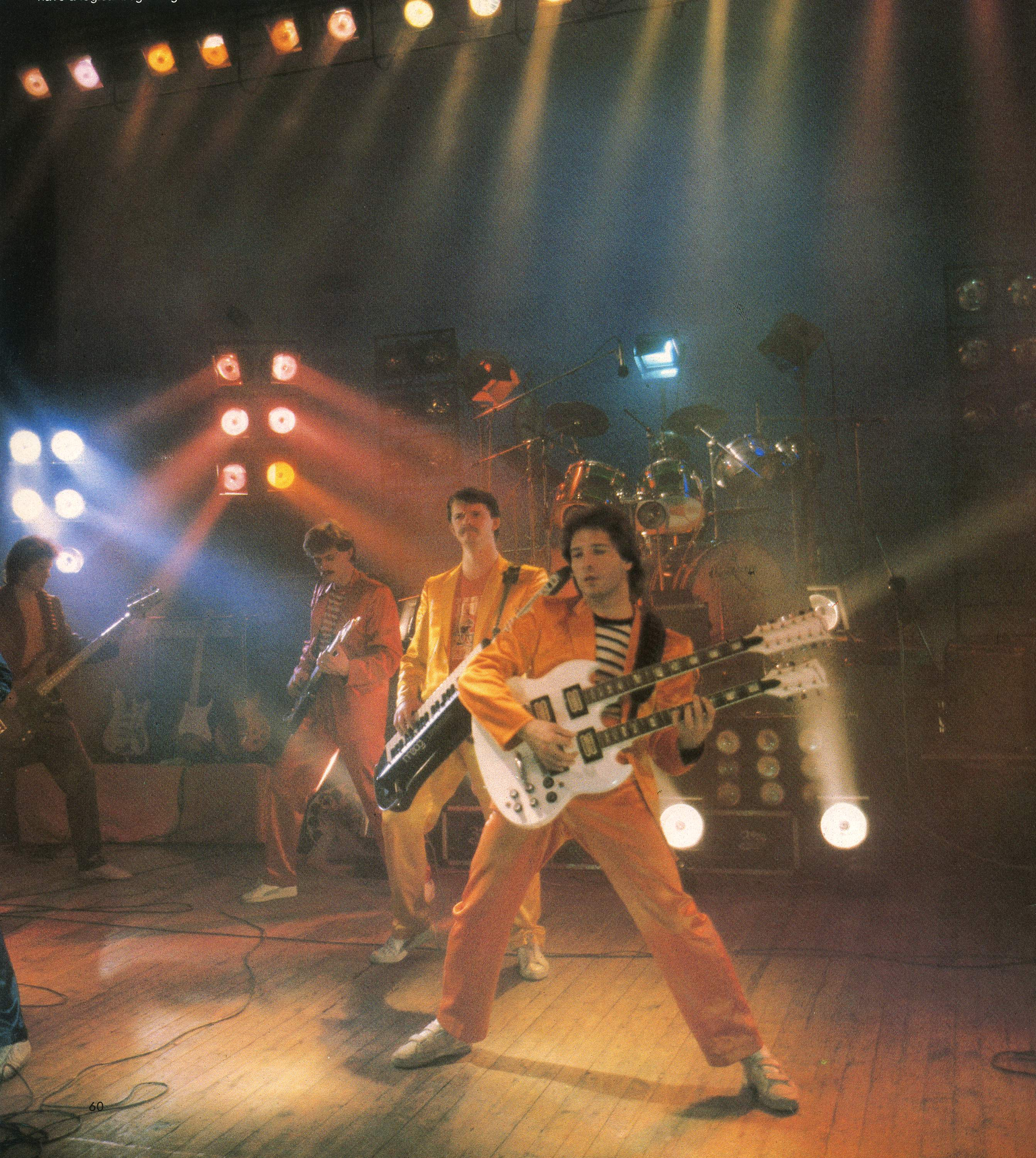
Группа «Земляне», фото журнала
«Soviet Life» (США) октябрь 1984

В СССР первые тяжёлые группы появились ещё в самом начале 1980-х.
Родина советского «метала» — Москва, где сформировались и впервые выступили большинство из первых и самых популярных групп, игравших в этом стиле — «Легион», «Ария», «Коррозия Металла», «Э.С.Т.», «Чёрный Кофе», «Чёрный Обелиск», «Круиз», «Мастер».
Среди ленинградских групп, игравших подобную музыку, известность получили: «Земляне», «Август», «Фронт», «Союз» и «Скорая помощь».
Музыкальный критик Артемий Троицкий писал по поводу первых хард-роковых филармонических рок-групп СССР начала 1980-х годов:

Практикующим металлическим группам — «Круиз», «Группа Гуннара Грапса» и «Земляне» — удалось замечательно сплавить каноны хеви-метал и массовой эстрадной песни, что обеспечило им стабильное положение. Остальные существовали на грани (а иногда и за гранью) запрета…
— (Из книги «Рок-музыка в СССР. Опыт популярной энциклопедии», 1990)

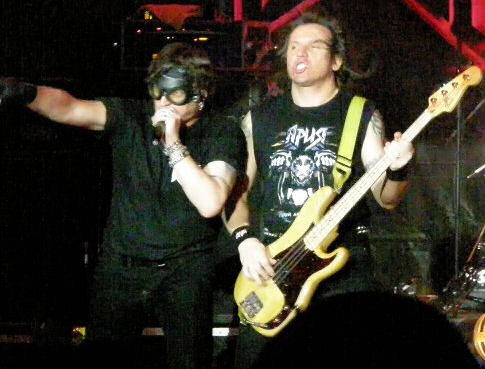
«Ария» стала самой успешной хеви-метал-группой в России и странах СНГ

В 1986 году был проведён фестиваль «Рок-панорама 86», где выступили несколько «тяжёлых» исполнителей, в частности группа «Круиз». В это же время была открыта Московская рок-лаборатория, приютившая несколько популярных групп, игравших метал, в частности группы «Чёрный Обелиск» и «Коррозия Металла». В 1987 году государственная фирма грамзаписи «Мелодия» начала официально издавать на грампластинках первые альбомы советских метал-групп: «Август», «Ария», «Круиз», «Чёрный кофе» и других. В 1989—1990 годах проводился рок-фестиваль советских групп тяжёлой музыки под названием «Монстры рока СССР».
Благодаря растущему на Западе интересу к Советскому Союзу, после падения железного занавеса и на волне перестройки, советские группы «Парк Горького» (в экспортной версии как «Gorky Park»), «Круиз» (позднее от группы отпочковалась экспортная версия — проект «Gain») и «Земляне» (позднее от группы отпочковалась экспортная версия — проект «Orient Express») предпринимали в тот период весьма серьёзные попытки выйти также и на международный музыкальный рынок. Но наиболее выдающихся результатов за рубежом добились именно глэм-металлисты «Gorky Park», которые завоевали на тот момент широкую известность в США. Сингл «Bang» попал в «Топ-15» на американском MTV и продержался там два месяца, добравшись до 3 строчки. Сингл «Try to Find Me» добрался до 81 позиции в «Billboard Hot 100», сделав «Gorky Park» первой русской группой, попавшей в национальный американский чарт. Сам же дебютный альбом добрался до 80 строчки в «Billboard 200», за три недели с начала продаж тираж которого превысил 300 тысяч копий.

#### Россия
С распадом Советского Союза большую популярность не только в России, но и в странах СНГ приобретают хеви-метал-группа «Ария» и трэш-метал-группы «Мастер» и «Коррозия металла». В связи с этим такие направления как хеви- и трэш-метал получают в России и странах СНГ наибольшую влиятельность и вес в местных «тяжёлых» сценах.
Глэм-метал, наоборот, несмотря на бешеный успех и признание в мире группы «Gorky Park», особого интереса и развития в России не получил. В 1992 году «Парк Горького» записывает и выпускает в США свой второй альбом Moscow Calling: проигнорировав американский чарт, пластинка всё-таки сумела завоевать немалую популярность, продавшись в мире тиражом в полмиллиона копий. К середине 90-х «Gorky Park» значительно сбавили обороты, и тихо угасли, отойдя от глэма к экспериментальному року.
В середине-конце 90-х в столицах России начинает формироваться отечественная сцена пауэр-метала: «Archontes», «Эпидемия», «Catharsis», «Arida Vortex», «Shadow Host».
В самом начале XXI века в России наблюдался рост числа групп, играющих в стилях металкор и ню-метал: «Amatory», «Stigmata» и другие.
С проникновением в Россию интернета российская метал-сцена сильно трансформировалась — появились множество молодых радикальных сцен по всем регионам России, российский метал перестал быть сугубо «столичным». Наибольшее влияние в этот период на российский метал оказали блэк- и дэт-направления, потеснив традиционные для России хеви-, трэш- и ню-метал-сцены.
В нулевые годы из-за роста популярности двух разных течений: норвежский блэк-метал и славянское язычество, возникает большое количество групп в жанре пэйган-метал: «Темнозорь», «Butterfly Temple», «Аркона» и другие.

#### Беларусь
Среди метал-групп Беларуси известны паган-метал группы Gods Tower (фолк-дум-метал), Apraxia (NSBM и языческий метал) и Asguard (мелодичный дэт-метал), а также ню-метал группа ТТ-34. Многие белорусские группы исполняют блэк- и дэт-метал, и помимо английского языка они активно используют русский, у многих групп есть песни на белорусском языке.

#### Украина
Среди метал-групп Украины известность получили группы в жанре блэк-метал («Nokturnal Mortum», «Drudkh», «Dub Buk») и фолк-метал («Веремій», «Тінь Сонця»). Также популярность обрела группа Jinjer.

#### Другие европейские страны
Более или менее развитая метал-сцена есть почти в любой европейской стране. В южной Европе популярность метала значительно ниже, чем в северной, но при этом многие популярные группы сформированы именно в «нетрадиционных» странах и добились популярности как в своей стране, так и на севере.
Для страны с небольшой площадью и населением, Голландия имеет очень насыщенную метал-сцену. Львиную её долю составляют группы, исполняющие симфоник-метал и готик-метал с женским вокалом: это After Forever, Within Temptation, Epica, Delain, The Gathering. Аналогичный уклон наблюдается и в австрийской и швейцарской музыке благодаря группам Lacrimosa, Dreams of Sanity, Edenbridge, Visions of Atlantis, Lunatica.
Италия, которая не считается традиционным «центром» тяжёлой музыки, тем не менее, породила ряд популярных групп в самых разных жанрах. Среди них — Theatres des Vampires, Rhapsody, Lacuna Coil, Graveworm, Raintime, Disarmonia Mundi.
В Польше, несмотря на влияние католической церкви в стране, очень сильная дэт- и блэк-метал-сцена — Vader, Behemoth, Vesania, Graveland, Batushka.
Традиционный метал характерен для испанской сцены: Mägo de Oz, Dark Moor, Tierra Santa. В Португалии благодаря группе Moonspell развились готик-метал и дум-метал. Известные группы из Греции — Rotting Christ, Septicflesh, Astarte — исполняют, в основном, экстремальные стили (блэк, дэт).
В Венгрии преобладает пауэр- и прогрессив-метал: Ossian, Tűzmadár, а также есть блэк-метал-сцена: Туман, Tormentor.

### Америка

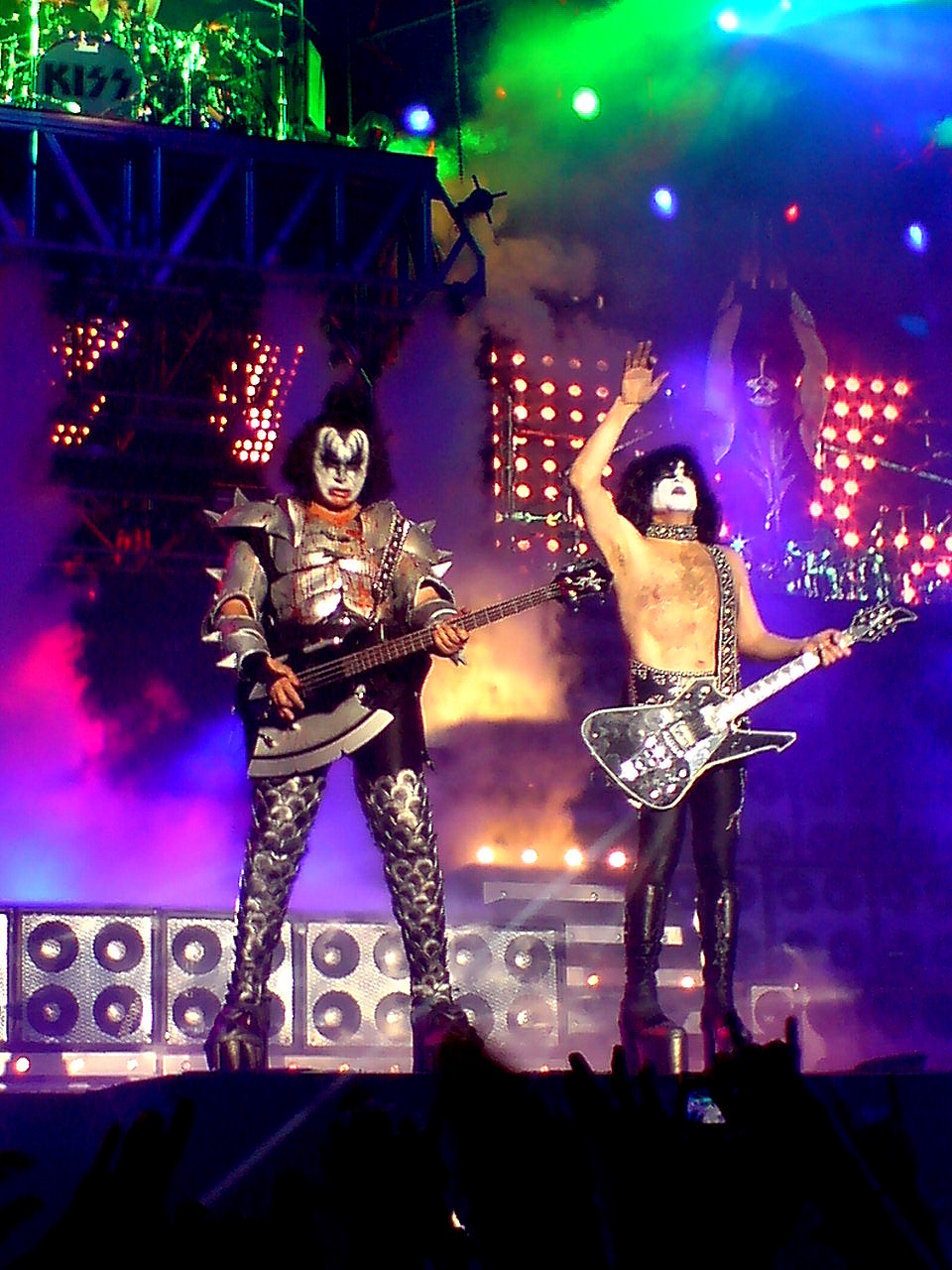
«Kiss» — одна из старейших американских глэм-метал и шок-рок групп

#### Северная Америка. США и Канада
Северо-американская сцена своеобразна и резко отличается от большинства европейских. Хотя в США существуют традиционные хеви-метал-группы, такие как Manowar, Savatage, Riot и Black Label Society, здесь всегда преобладал более лёгкий и артистичный глэм-метал. К глэм- и хэйр-металу часто относят почти все популярные хард-рок группы Америки (Kiss, Alice Cooper, Bon Jovi, Guns N’ Roses, Aerosmith, W.A.S.P., Mötley Crüe, Twisted Sister и многие другие). Кроме того, в южных штатах сильно влияние блюза, кантри и латиноамериканской музыки, что создаёт смешения метала и хард-рока с такими жанрами, как саутерн-рок, например, у Black Label Society и ZZ Top.
В 80-е именно в США получили развитие самые немелодичные жанры: здесь расцвели трэш-метал (Metallica, Megadeth, Slayer, Anthrax, Pantera) и брутальный дэт-метал (Cannibal Corpse, Nile). Канадская сцена в этом отношении аналогична, её представители прославились в трэш- и спид-метале (Exciter, 3 Inches of Blood, Annihilator, Voivod), дэт-метале (Kataklysm, Cryptopsy). Особняком стоят гранды канадского хард-рока Rush. Американское понятие о пауэр-метале сильно отличается от европейского, здесь этим словом называют группы, которые в Европе причислили бы к спид-металу, хеви-металу или даже трэш-металу (Riot, Iced Earth, Manilla Road, Virgin Steele).
Американский метал также пережил сильное влияние других жанров, популярных в Новом Свете: гранжа, хардкора, альтернативы, фанка и хип-хопа. Поэтому США производят большую часть альтернативного метала, здесь зародились ню-метал (Slipknot, Korn, System of a Down) и другие жанры, сочетающие метал с разновидностями панка и альтернативы.
Кроме того, немалая часть самых влиятельных прогрессив-метал-групп (Dream Theater, Queensrÿche, Trans-Siberian Orchestra, Symphony X) происходят из Америки. Есть здесь и группы, играющие в типично «европейском» стиле, например, Manowar и Kamelot.

#### Латинская Америка

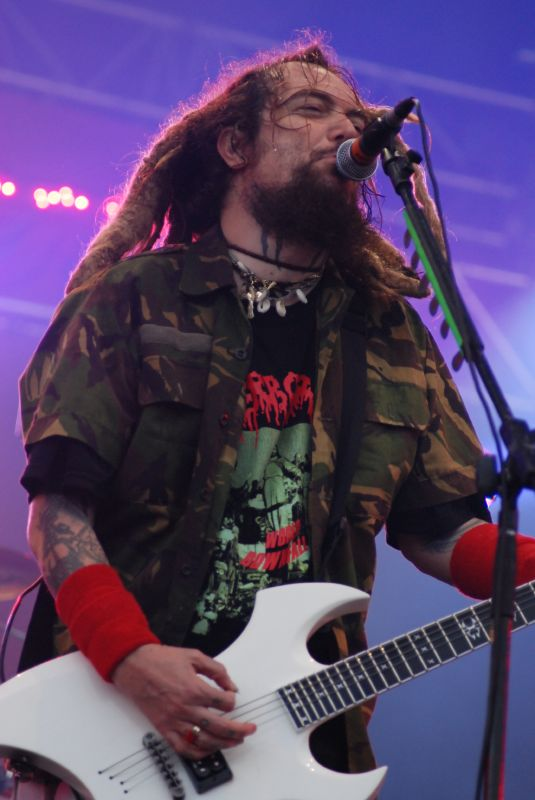
Макс Кавалера, ключевая фигура в латиноамериканской тяжёлой музыке

Бразилия — региональный центр тяжёлой музыки в Южной Америке. Здесь появились группы Sepultura, Overdose, Chakal, Ratos de Porão, Sarcófago и другие. Пауэр-метал здесь представлен группой Angra. Бето Васкес развивает пауэр-метал в Аргентине.

### Австралия
Тяжёлый рок в Австралии появился очень давно, ещё в начале 70-х, и ветеранами австралийской тяжёлой музыки по праву можно считать хард-рок/хеви-метал-группу AC/DC. Вместе с такими группами как Deep Purple, Led Zeppelin, Uriah Heep, Black Sabbath, Scorpions, Judas Priest и Motorhead AC/DC часто рассматриваются как пионеры хард-рока и хеви-метала. Австралийцы играют в самых разных жанрах, но преобладают хеви- и трэш-метал.

### Азия

#### Япония
В Японии развилась крайне своеобразная по стилю сцена, большинство групп смешивает различные стили музыки, в основном распространённые в США. Обычно группы японского метала отличаются более мелодичным подходом к стандартным направлениям метала, хотя группы, делающие упор именно на тяжесть, тоже существуют. В основном распространены неоклассик-метал (Galneryus, Versailles, Hizaki, Raphael), альтернативный метал и металкор (DELUHI, Sadie, Dio - Distraught Overlord, Screw, Nightmare, Dir en grey). Кроме того, Япония имеет самую развитую сцену готик-метала. Самыми известными представителями этого жанра являются Moi dix Mois, D, Gram∞Maria, Asriel, Taia, Secilia Luna, Exist†Trace и другие. Но до сих пор популярны и глэм/хеви/спид/трэш-метал-группы, образованные в 80-х и 90-х годах, и группы в их ключе — X Japan, Sex Machineguns, The Piass, Onmyo-Za, NoGoD и другие. Также в последнее время начала развиваться японская сцена экстремального метала: блэк-метал и его поджанры, а также мелодик- и модерн-дэт-метал (UnsraW, Blood Stain Child). Дум-метал не получил большой популярности в Японии, его играют лишь немногочисленные группы. Чаще всего это дум/дэт-метал (например, UnsraW (раннее творчество)). Японские рок-группы славятся экстравагантным имиджем (Visual kei), развившимся из глэм-метала, но разделившимся на несколько направлений и охватившим практически все поджанры метала. В XXI веке широкое распространение получил, как в Японии, так и в Европе и США т. н. каваий-метал, состоящий из хэви/пауэр метала и j-popа. Самой известной группой этого поджанра является BABYMETAL.
Японская метал-сцена была хорошо освещена в фильме «Глобальный метал».

#### Китай, Тайвань
В Китае и Тайване метал-сцена имеет некоторые ограничения в связи с «разногласиями» с коммунистическим курсом страны и национальными традициями, но тем не менее она там есть, развивается и не преследуется так жёстко, как например, в Северной Корее или Иране и различных мусульманских странах. Наиболее знаковые проекты этого региона — Tang Dynasty (фолк/хеви-метал), Seraphim (симфо/пауэр-метал), Voodoo Kungfu (дэт-фолк-метал, прогрессив-дэт-метал), Twisted Machine (Nu Metal/Rapcore/Alternative), АК-47 (Industrial metal).
Особенностью «китайского» метала является его симбиоз с национальными традициями, многие коллективы этого региона часто смешивают местную этническую музыку с различными стилями метала, экспериментируют с мелосом, южно-восточной пентатоникой, вводят в тяжёлую музыку экзотические для неё инструменты.
Другой особенностью следует отметить традиционную любовь южноазиатов к классической музыке — в связи с чем такие направления метала, как симфо-метал, здесь получили значительное количество поклонников.
Китайские группы фигурировали в тематическом фильме «Глобальный метал». Их представляли Кайсер Ку из Tang Dynasty и Нон Ёнг из Ritual Day.

#### Индия, Шри-Ланка, Сингапур, Таиланд
Метал-сцена Индии бурно развивается. Распространение здесь получили такие жанры как различный дэт и блэк-метал (Demonic Resurrection, Cry, Exhumation (Ind)), а также прогрессивный метал (Amogh Symphony, Skyharbor). Есть также развитая трэш-сцена (Kryptos (band), Artillerie и т. д.). На Шри-Ланке имеется преимущественно экспериментальный метал, например Raaksha. В Сингапуре также имеется одна из самых развитых сцен в Южной Азии. Одна из самых заметных и легендарных групп этого региона — Rudra, родом оттуда.
В фильме «Глобальный метал» индийскую метал-сцену представляли Sahil Makhija (Demonstealer, Demonic Resurrection), Prashant Shah (Exhumation), Nolan Lewis (Kryptos), Anant Dwivedi (Prakalp), Vincent Pereira (Prakalp), Sai Prabhakaran (Souled Out).

#### Израиль

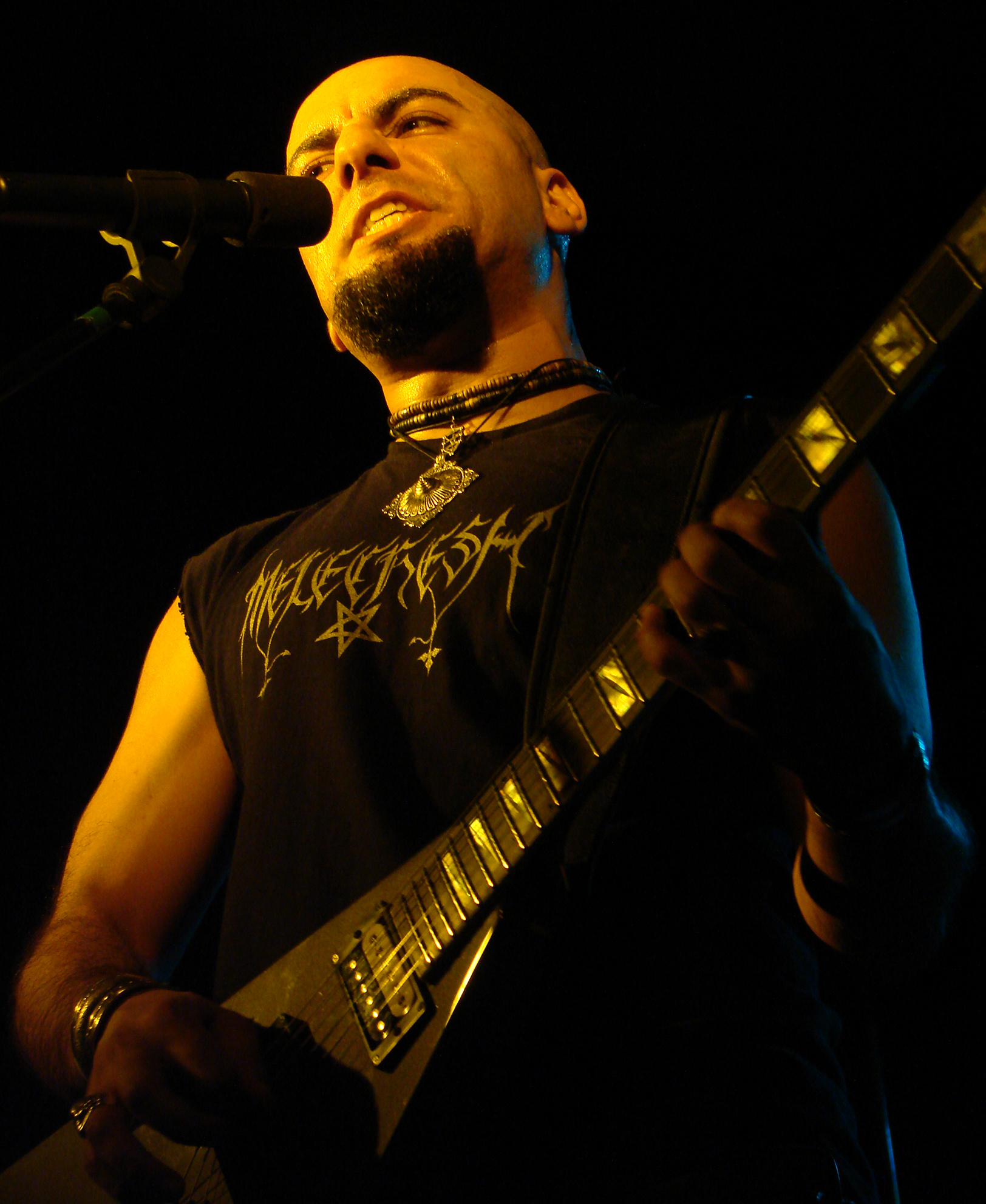
Армянин/ассириец Ashmedi из восточно-металлической группы «Melechesh»

Израиль породил новый вид метала — так называемый «восточный метал». Он сам является поджанром фолк-метала, но в нём преобладает восточная музыка. Тематика песен — как правило, восточная мифология (мифология Междуречья, Ассирии, Персии), иногда встречаются библейские мотивы. Ярчайшие представители восточного метала — Orphaned Land, Melechesh и Salem.
В документальном фильме «Глобальный метал» израильскую метал-сцену представляли Kobi Farhi из Orphaned Land, Eran Segal и «Evil» Haim из Whorecore, Butchered из Arallu, Nir Nakav из Salem, Yotam «Defiler» из Prey for Nothing.

#### Другие азиатские страны
Принято считать что тяжёлая музыка популярна только в Европе и Америке. Однако в последнее время наблюдается бурное развитие метал-сцены во всех частях света, в том числе и в Азии. В большей степени это обусловлено появлением альтернативных стилей тяжёлого рока, таких как металкор, индастриал и ню-метал.
Япония, представляющая самую разнообразную метал-сцену, так или иначе повлияла на популяризацию метала во всей Восточной Азии. В частности, в Южной Корее ныне существует масса различных рок-команд, которые исполняют музыку в самых разных стилях. Особую популярность в Южной Корее метал музыка получила благодаря Со Тхэджи, человеку, который стал одним из первых корейских рок-музыкантов, получивших известность не только в Азии, но и в Америке и Европе. Среди других коллективов стоит выделить: Pia, TRAX, Oathean и Fatal Fear.
Наиболее популярна метал-сцена в Таиланде. Тайский рок характеризуется лиричностью и мелодичностью. Поэтому большинство групп работают в таких жанрах, как альтернативный метал, металкор и ню-метал.
Вьетнам, несмотря на социалистические взгляды, также не отстаёт от других азиатских стран. Завезённый американскими солдатами во время войны во Вьетнаме рок по-прежнему остаётся очень популярен и переживает бурное развитие благодаря Ngũ Cung, Microwave, Small Fire, Epione, Black Infinity.
Метал испытывает проблемы с распространением в мусульманских странах. Так, альбомы Metallica и Slayer, уже выпущенные и будущие, запрещены к продаже в Иордании. Исполнители и поклонники метала испытывают притеснения властей в Египте, Марокко, Малайзии, где полиция часто арестовывает металлистов по подозрению в сатанизме, оскорблении религии или непристойном поведении. В связи с этим местные метал-группы обитают в андеграунде, немногочисленны и малоизвестны. Поэтому центры металлической музыки сосредоточены в основном в немусульманских странах, где цензурные ограничения не так жестоки.

## Самые значимые альбомы и песни
В 2017 году американский журнал Rolling Stone опубликовал список 100 величайших, по их мнению, метал-альбомов всех времён. Места с 1-го по 10-е заняли:
1. Black Sabbath — Paranoid (1970)
2. Metallica — Master of Puppets (1986)
3. Judas Priest — British Steel (1980)
4. Iron Maiden — The Number of the Beast (1982)
5. Black Sabbath — Black Sabbath (1970)
6. Slayer — Reign in Blood (1986)
7. Motörhead — No Remorse (1984)
8. Megadeth — Peace Sells… but Who’s Buying? (1986)
9. Оззи Осборн — Blizzard of Ozz (1980)
10. Pantera — Vulgar Display of Power (1992)

Также, в 2023 году, вышеупомянутый журнал опубликовал список 100 величайших метал-песен всех времён. Места с 1-го по 10-е заняли:
1. Black Sabbath — «Black Sabbath» (1970)
2. Metallica — «Master of Puppets» (1986)
3. Motörhead — «Ace of Spades» (1980)
4. Judas Priest — «Breaking the Law» (1980)
5. Black Sabbath — «War Pigs» (1970)
6. Оззи Осборн — «Crazy Train» (1980)
7. Black Sabbath — «Iron Man» (1970)
8. Slayer — «Raining Blood» (1986)
9. Dio — «Holy Diver» (1983)
10. Iron Maiden — «Run to the Hills» (1982)